# Nikolái Bujarin
Nikolái Ivánovich Bujarin(en ruso: Никола́й Ива́нович Буха́рин) Moscú, Alias usado con frecuencia "Nikolái", no confundir con Nicolás II de Rusia, 27 de septiembrejul./ 9 de octubre de 1888greg.-ibídem, 15 de marzo de 1938) fue un político, economista y filósofo marxista revolucionario soviético. Fue el principal ideólogo de la Nueva Política Económica durante la década de 1920, y se opuso a la colectivización agrícola forzada. Tras haber colaborado con Stalin en la derrota de la Oposición Unificada, fue apartado del poder por este en 1929. Reapareció en cargos menores a mediados de la década siguiente antes de ser víctima de la Gran Purga. Murió ejecutado en 1938.
Nacido en una familia de clase trabajadora acomodada de Moscú, sus padres eran profesores de enseñanza primaria. Buen estudiante, pronto se convirtió al radicalismo político; ingresó en el Partido Obrero Socialdemócrata de Rusia durante la revolución de 1905.
Veterano bolchevique, miembro del partido desde antes de la Revolución de Octubre, Bujarin era un intelectual cultivado, graduado en la Universidad de Moscú, similar a Lenin con una amplia obra marxista. Miembro de la efímera oposición de los «comunistas de izquierda», se opuso al Tratado de Brest-Litovsk a lo que consideraba excesivo pragmatismo de Lenin.
Destacado miembro de la dirección bolchevique, formó parte del politburó hasta 1929, editó Pravda y fue durante la década de 1920 el teórico oficial del comunismo soviético. Dirigió la Comintern entre 1926 y 1929. Entre 1925 y 1928, fue el principal dirigente soviético junto con Stalin, el más destacado defensor de la evolución hacia la modernización económica y el socialismo y, en 1928-1929, el miembro más sobresaliente de la llamada «Oposición de derecha» contra la «Oposición de Izquierda», la cual quería "una industrialización más rápida, una escalada de lucha de clases contra los kulaks y agitación por la revolución mundial". Fue Bujarin quien formuló la tesis del «Socialismo en un solo país», y sus discípulos el «Socialismo a paso de tortuga».
Reformista y partidario de la evolución económica, en política social defendía un enfoque pedagógico y paternalista para lograr la revolución social y rechazaba esencialmente los métodos coercitivos. Sus bases de poder eran la Comintern y las publicaciones principales del partido, que controlaba. En las disputas con la oposición, Stalin contribuía con su control de la organización mientras que Bujarin era el ideólogo de la alianza, el único capaz de enfrentarse a las luminarias de la oposición en las discusiones teóricas. Defendió el aumento del intercambio de bienes entre la industria estatal y el campo como método para financiar la industrialización del país. Sus obras habían formado gran parte de la base ideológica del partido y de la NEP. Fue un duro crítico de la economía política marginalista, llevando su crítica al papel en su libro La economía política del rentista, donde ataca al marginalismo mientras presenta una amplia defensa de Marx.
Desde 1929 presidió una sección del Consejo Supremo de Economía Nacional de la Unión Soviética y desde 1932 formó parte del colegio del Comisariado del Pueblo de Industria Pesada. De 1934 a 1937, fue editor jefe de Izvestia, publicación del Comité Ejecutivo Central Panruso.
Detenido en 1937, fue juzgado, condenado y ejecutado en 1938 por su oposición a la política de Stalin, acusado durante la Gran Purga de una supuesta conspiración para ejecutar un golpe de Estado armado contra el gobierno soviético. Se lo rehabilitó en 1988.

## Familia y niñez

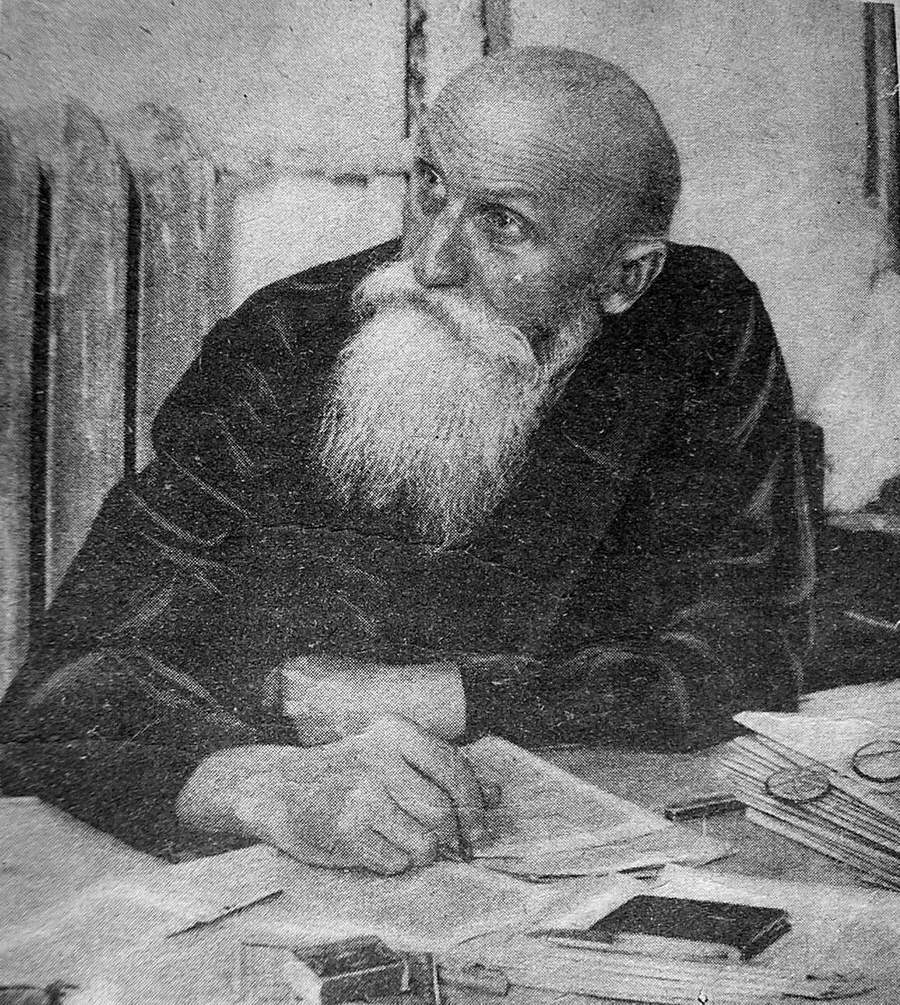
Iván Bujarin, padre de Nikolái le infundió el interés por la cultura.

Nació el 27 de septiembrejul./ 9 de octubre de 1888greg., hijo de Iván Gavrílovich Bujarin, de formación matemático, maestro y más tarde recaudador de impuestos ennoblecido, y Liubov Ivánovna Izmáilova, maestra de escuela. Abandonó la fe ortodoxa de la familia durante sus años como estudiante de primaria. En 1893, la familia se mudó de Moscú a Besarabia al obtener Iván Gavrílovich un puesto de recaudador de impuestos en la remota provincia; en 1897, regresó a Moscú, donde pasó dos años de penurias por el desempleo paterno. Hombre cultivado y preocupado por la formación de sus hijos, Iván Gavrílovich inculcó en el joven Bujarin el interés por la cultura y, en especial, por tres pasiones: el estudio de la naturaleza, la literatura y el arte —sopesó el convertirse en pintor—.
Tras acabar sus estudios de primaria con notas excelentes en 1900 o 1901, ingresó en uno de los mejores gimnasios de Moscú, donde de nuevo obtuvo calificaciones sobresalientes. Fue durante su periodo en el gimnasio cuando tomó contacto con el radicalismo político ruso y se unió a un grupo de estudiantes que organizaba debates y distribuía libros prohibidos.

## Bolchevique

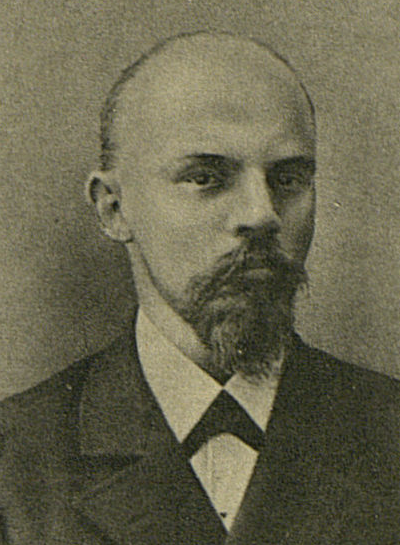
Retrato de Lenin, dirigente de la fracción bolchevique del POSDR, en 1906. En la disputa entre bolcheviques y mencheviques, Bujarin tomó partido por los primeros desde el inicio de su carrera política.

Bujarin inició su actividad política cuando en compañía de su amigo Iliá Erenburg participó en el movimiento estudiantil de la Universidad de Moscú, durante la Revolución de 1905, aún como estudiante del gimnasio. Se convirtió en uno de los principales dirigentes del ilegal movimiento estudiantil moscovita. Rechazando el populismo ruso, se vio atraído por el marxismo. Los amigos de esta generación que participaron en las actividades revolucionarias en 1905 fueron más tarde sus compañeros en las luchas internas del partido en 1917-1918. Con la hermana de uno de ellos, Nadezhda Lukiná —hermana de Nikolái Lukín—, se casó Bujarin entre 1911 y 1913.
Ingresó en el Partido Obrero Socialdemócrata de Rusia en la segunda mitad de 1906, en la fracción bolchevique, con diecisiete años. Con Grigori Sokólnikov participó en 1907 en la Conferencia Nacional de Jóvenes —en la que lograron reunir a todas las organizaciones juveniles socialdemócratas de la ciudad— que se consideró después como la fundación del Komsomol. Durante esta época, ya como revolucionario profesional, se dedicó a la organización y la propaganda en su Moscú natal. Trabajaba estrechamente con N. Osinski y Vladímir Mijáilovich Smirnov. En esta época conoció a la que sería su primera esposa, Nadezhda Mijáilovna Lukiná, hermana de Nikolái Lukín.
En el otoño de 1907, ingresó en la Universidad de Moscú, en la división de economía de la facultad de derecho, pero apenas dedicó tiempo a los estudios, concentrado en la actividad revolucionaria. Su dedicación a la actividad política a costa de sus estudios hicieron que ascendiese rápidamente en la organización del partido y ya en 1908 ingresase en el comité moscovita, el órgano ejecutivo del partido en la ciudad, y uno de los pocos aún no desarticulado por la policía. Su ascenso condujo también a que la policía se fijase en él y fuese detenido por primera vez en mayo de 1909; tras varios meses en prisión, se lo liberó, aunque se lo arrestó nuevamente en el otoño.
Liberado de nuevo a espera de juicio y con las actividades clandestinas cada vez más complicadas por la acción de la policía, continuó sus tareas revolucionarias en el ámbito legal: trabajó en escuelas y asociaciones marxistas y en un periódico sindical. En el otoño de 1910 pasó a la clandestinidad para tratar de evitar el juicio de los socialdemócratas moscovitas. A finales de año, sin embargo, informantes de la Ojrana —policía secreta— consiguieron localizarlo junto con otros dirigentes del partido en la ciudad y fue finalmente detenido. Su arresto lo llevó a denunciar a Román Malinovski como infiltrado de la policía, acusación que Lenin rechazó rotundamente y, aún sin conocerse, causó fricción entre ambos.

## Encarcelamiento y exilio

### Deportación y periodo alemán y austrohúngaro
Después de pasar seis meses encarcelado en las prisiones de Butyrka y Suschovka, se lo deportó a Onega en junio de 1911. Temiendo que lo enviasen a una colonia penal, se fugó el 30 de agosto y partió al exilio —del que no regresó hasta 1917—; reapareció en Hannover. Con veintitrés años y cinco de experiencia en el partido, comenzó un exilio de seis años en el que se alineó con la corriente principal de los bolcheviques, oponiéndose tanto a los revocadores  como a los «conciliadores». Durante el exilio, se convirtió en una destacada figura de la fracción bolchevique.

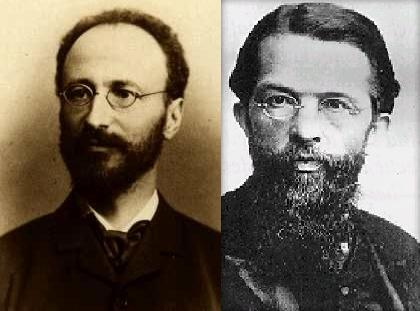
Eugen von Böhm-Bawerk y Carl Menger, destacados miembros de la escuela austríaca, crítica con el análisis económico de Karl Marx, que Bujarin defendió durante su periodo en Viena entre 1912 y 1914.

Entonces continuó sus estudios —principalmente en economía, sociología y filosofía— que lo convirtieron más tarde en el principal teórico del bolchevismo. A diferencia de otros ideólogos del partido, se interesó en otras corrientes de pensamiento del momento además del marxismo y mostró interés por el empiriocriticismo de Aleksandr Bogdánov, aunque no lo apoyó políticamente en su disputa con Lenin.
Escribió varios libros y redactó artículos para Pravda e informes y discursos para el grupo bolchevique de la Duma, por encargo de Lenin. Tras pasar casi un año en Alemania y representar al partido en el congreso del SPD en Chemnitz, en el otoño de 1912 Bujarin conoció a Lenin en Cracovia, quien se aseguró su colaboración como redactor para el periódico bolchevique Pravda y la revista Prosveschénie (Ilustración). Tras su entrevista con Lenin, continuó su viaje para afincarse en Viena, por entonces capital del Imperio austrohúngaro y centro tanto de la escuela austríaca de Eugen von Böhm-Bawerk o Carl Menger, crítica con los análisis de Karl Marx, como del austromarxismo. Dedicó los siguientes dos años al análisis y crítica de la primera en defensa de la obra de Marx, que reflejó en su La teoría económica de la clase ociosa (o La economia politica del rentista). Obra de amplia difusión, fue una de las principales de los bolcheviques en su defensa del análisis económico marxista y la primera de una serie en la que trató de refutar las críticas a este.

### La guerra mundial, el periodo suizo y sueco
El estallido de la Primera Guerra Mundial, que supuso el desbaratamiento de la solidaridad socialista y el triunfo de las tendencias nacionalistas en la mayoría de los partidos socialista europeos, impresionó profundamente a Bujarin, como a otros socialistas internacionalistas. El apoyo de los socialistas alemanes y austrohúngaros a sus Gobiernos fue una sorpresa inesperada, una tragedia. Fue, sin embargo, por intercesión de estos últimos, que logró su liberación, se pudo trasladar a la neutral Suiza e instalarse en Lausana, donde continuó su estudio de los economistas anglo-estadounidenses y formó un grupo bolchevique que comenzó una nueva publicación Zvezdá (La estrella), mal recibida por Lenin.
Participó en la conferencia del partido en Berna en febrero y marzo de 1915, donde disintió de Lenin en algunos aspectos, principalmente en su rechazo a la defensa del derecho de autodeterminación, que creía inadecuado en un mundo unido económicamente por el imperialismo internacional, postura similar a la de Rosa Luxemburgo y a la de su nuevo estrecho colaborador Gueorgui Piatakov —al que conoció en la ciudad Suiza—. A pesar de sus diferencias, se lo eligió junto a él y a Grigori Zinóviev para redactar las conclusiones de la conferencia. En la primavera, contó con el respaldo de Lenin para fundar, junto con Piatakov, una nueva publicación teórica, Kommunist.
En julio de 1915, cruzó Francia y Gran Bretaña —donde se lo detuvo brevemente— con nombre falso para afincarse en Suecia, eslabón crucial en la ruta que comunicaba Rusia con los exiliados durante la guerra mundial.
Durante la guerra y en especial en 1916, se acentuaron sus diferencias con Lenin, que lo criticó con dureza. Lenin, que acabó en 1917 por adoptar la posición de Bujarin en su El Estado y la revolución, acusaba a Bujarin y sus partidarios de «semianarquismo» por su defensa de la supresión del Estado.
En abril se lo deportó de Suecia a Oslo por participar en un congreso socialista antibelicista. En agosto de 1916, abandonó Oslo y se trasladó a Copenhague, donde investigó durante casi dos meses a un posible agente doble antes de decidir trasladarse a los Estados Unidos, posiblemente en parte por sus tensas relaciones con Lenin. A comienzos de octubre, regresó a Oslo para embarcar hacia EE. UU., periodo en el que se evitó una ruptura final con Lenin a pesar de las diferencias entre ambos.

### Capitalismo financiero, capitalismo de Estado e imperialismo

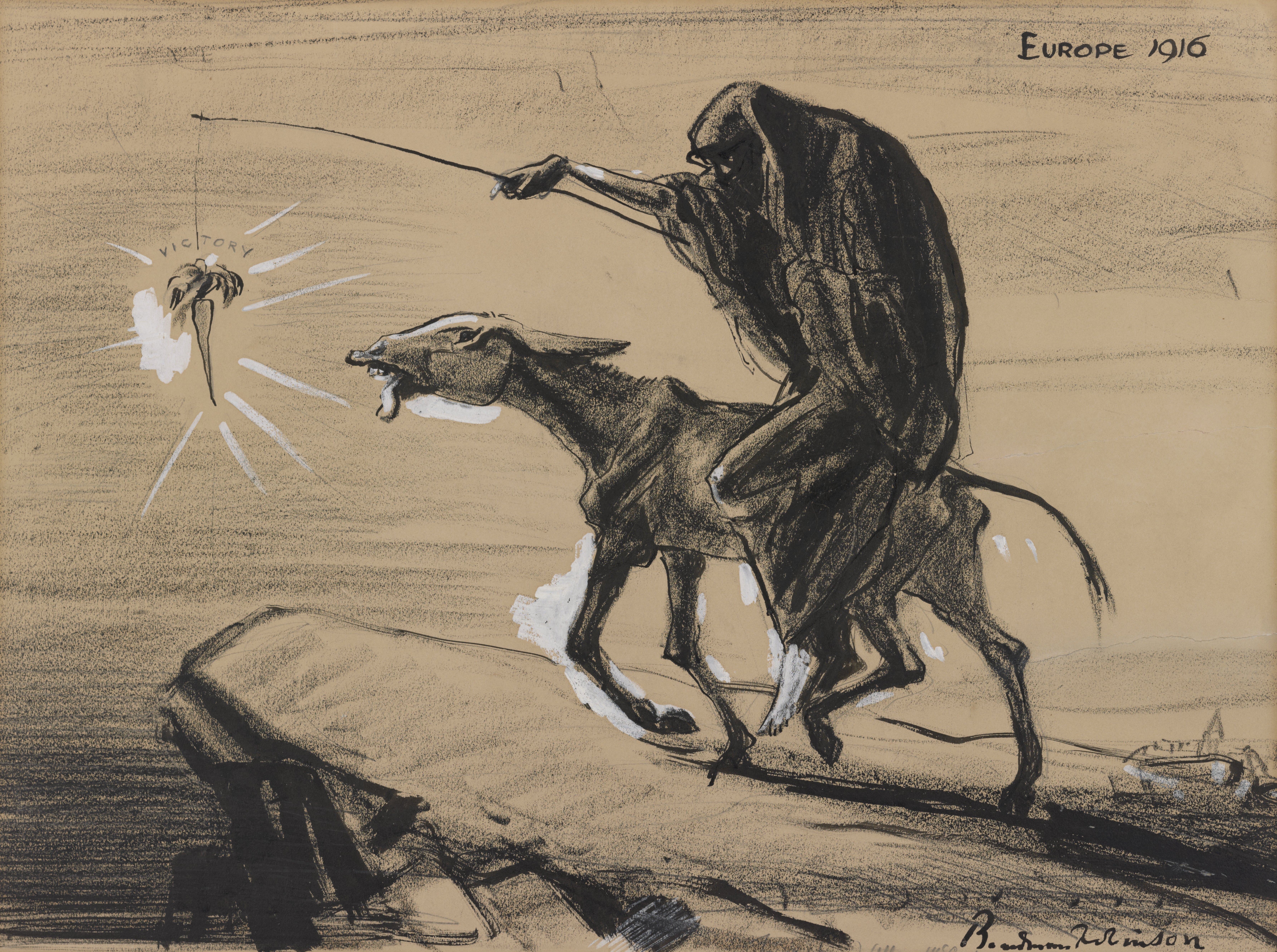
Alegoría de Europa en 1916. Bujarin entendía la guerra mundial como una manifestación extrema del nuevo capitalismo financiero que había eliminado gran parte de la competencia interna en los Estados, tomado el control de estos y acentuado la competición entre ellos como cárteles nacionales a escala mundial.

En Estocolmo completó su La economía mundial y el imperialismo  en el otoño, una de sus principales obras del periodo de exilio. Primera crítica sistemática del imperialismo obra de un bolchevique, contenía conceptos y temas que repetiría a menudo a lo largo de su carrera posterior. Influido por el clásico marxista de Rudolf Hilferding, influyó a su vez en Lenin y su El imperialismo, fase superior del capitalismo, que apareció pocos meses después. Para Bujarin, la secuencia histórica que llevaba del capitalismo monopolístico al imperialismo, este a la guerra y esta a la revolución proletaria aparecía con claridad. La posición de Hilferding se radicaliza en la obra de Bujarin. En su análisis del nuevo capitalismo financiero y de su control de los Estados a través del capitalismo de Estado, Bujarin eliminaba la competencia de la economía de mercado —fuente de las crisis del sistema y debilidad principal del capitalismo para Karl Marx— y trasladaba la lucha del interior de los Estados al ámbito internacional, a la competencia imperialista. Su visión trasladaba la lucha interna que debía permitir la destrucción del capitalismo y la aparición del socialismo al marco internacional; las crisis del sistema ya no tendrían lugar a escala nacional, sino internacional y su más grave manifestación era la guerra mundial. Para Bujarin, el capitalismo financiero se había adueñado de los aparatos estatales como instrumentos no solo políticos, sino también económicos; los Estados, controlados por los intereses industriales y bancarios, intervenían cada vez más en la economía, favoreciendo un proceso monopolístico nacional. La idea del gran poder de los nuevos Estados, que auguraba la del Estado totalitario, lo llevó a defender la destrucción del mismo, necesaria según su interpretación de Marx en una sociedad comunista sin clases.

### El periodo estadounidense
A comienzos de noviembre de 1916, llegó a Estados Unidos y en Nueva York colaboró con el diario Novy Mir (Nuevo Mundo), publicación de los emigrados rusos. Editor oficioso del periódico ya en enero de 1917, lo utilizó para popularizar sus ideas sobre el nuevo capitalismo financiero, la relación del marxismo y el Estado o la cuestión nacional. Al mismo tiempo, Bujarin contribuyó a la organización del ala izquierda zimmerwaldiana, contraria a la guerra imperialista, del movimiento socialista americano, que debía constituir más tarde el núcleo del Partido Comunista de los Estados Unidos. A la vez que colaboraba con Trotski en la publicación, se enfrentaba a él en una disputa por la táctica correcta de la corriente izquierdista de los socialistas estadounidenses: mientras Bujarin defendía su separación del resto y la formación de un partido separado, Trotski abogaba porque se mantuviesen en el Partido Socialista Americano y lograsen su radicalización. El enfrentamiento político no conllevó un alejamiento personal, situación característica en las relaciones de Bujarin.
Las disputas en Estados Unidos perdieron parte de su importancia ante el estallido de la Revolución de Febrero de 1917 en Rusia, que Bujarin vio desde el principio como un primer y efímero paso en el proceso revolucionario hacia el socialismo y que pronto debía llevar a la toma del poder por el proletariado ruso y al apartamiento de la burguesía, acontecimiento que a su vez formaba parte, en su opinión, de un proceso mundial. Bujarin partió hacia Rusia en abril; se lo arrestó en Japón y de nuevo al llegar al Lejano Oriente ruso, pero en mayo había logrado alcanzar Moscú.

## La Revolución de 1917 y la Guerra civil

### El periodo interrevolucionario

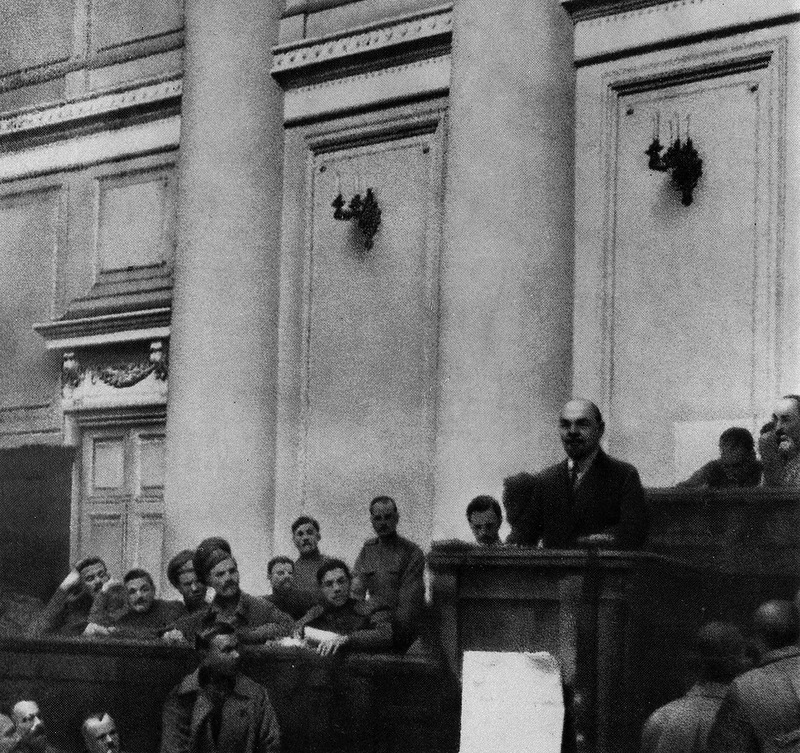
Lenin dirigiéndose al Sóviet de Petrogrado en abril de 1917. Bujarin respaldó sus «tesis de abril», se opuso al Gobierno provisional y defendió la toma del poder por la fuerza, a diferencia de otros dirigentes más moderados del partido.

Tras su vuelta a Moscú, se concentró en actividades de propaganda escrita; redactó una miríada de artículos, editoriales, proclamas y manifiestos, que aparecieron principalmente en los diarios del partido en Moscú, Sotsial Demokrat y Spartak. Como la mayoría de los jóvenes dirigentes bolcheviques moscovitas, apoyó las Tesis de Abril de Lenin. Al igual que este, durante el periodo interrevolucionario de 1917 se contó generalmente entre la corriente más radical del partido. En mayo retomó su puesto en el comité del partido en Moscú, dominado por los bolcheviques moderados como Alekséi Rýkov o Víktor Noguín y obtuvo otro en la oficina regional —que se encargaba de una zona con el 37 % de la población del país y el 20 % de los militantes del partido—, más radical y con miembros más jóvenes que el comité de la ciudad —la más grande de Rusia en aquel momento—. La oficina regional se convirtió en la base de su influencia en 1917 y 1918.
En agosto, fue elegido miembro del Comité Central en el VI Congreso del Partido, por mandato del cual redactó el manifiesto del citado congreso.
Defendió la posibilidad de una revolución socialista en Rusia a pesar de su atraso por su convencimiento de que esta se vería acompañada de otra en los países más avanzados de Europa: la victoria del proletariado ruso —Bujarin no incluía entonces al campesinado como clase revolucionaria— estaba condicionada a la del proletariado europeo occidental. Esta confianza en los acontecimientos en Europa tuvo importantes consecuencias para el partido: convirtió en secundarios los programas de desarrollo rural e industrial, concentró la atención del partido en los sucesos europeos y condujo a la defensa de una posible guerra revolucionaria que podría resultar necesaria para ayudar al triunfo del proletariado europeo. En parte, la defensa de una guerra revolucionaria —compartida especialmente por Bujarin— ocultaba la falta de un programa claro de cambio social y desarrollo económico en Rusia. Bujarin, en especial de entre los dirigentes bolcheviques, confiaba en la victoria de la revolución en Europa para mantenerla en Rusia, despreciando el papel del campesinado, al que consideraba interesado únicamente en obtener la tierra. En general, parte de la corriente más radical del partido durante el periodo del Gobierno provisional, en ciertas ocasiones se mostró partidario de las opciones moderadas: no respaldó la insurrección durante las Jornadas de Julio, sostuvo que estas habían supuesto un revés para el radicalismo en el VI Congreso y votó a favor de quemar las cartas en las que Lenin exigía desde su escondite la inmediata insurrección y toma del poder por el partido en septiembre. Aunque su radicalismo resurgió durante la controversia sobre la correcta política exterior en los primeros meses de 1918, su capacidad para la moderación reapareció nuevamente cuando apreció no solo las dificultades de gobernar, sino los enormes costes de las transformaciones sociales que propugnaba el partido y los de la guerra civil.
Junto con otros compañeros de la joven generación que controlaba la oficina regional del partido en Moscú, compartía un radicalismo que resultó fundamental para apoyar la Revolución de Octubre, tras los éxitos en las elecciones al sóviet y al ayuntamiento de la ciudad. Los sangrientos combates que tuvieron lugar en la ciudad, mucho más cruentos que los de Petrogrado, los dirigió la oficina regional y no el sóviet local, mucho más moderado (Bujarin se encargó de la redacción de las proclamas del sóviet, mientras que Smirnov dirigía las operaciones militares). Las diferencias entre la dirección del sóviet de la ciudad, formada por miembros de mayor edad y más moderados, y los jóvenes radicales de la oficina regional entre los que se contaba Bujarin resurgió más adelante, cuando, ante la nueva moderación de la dirección del partido, estos formaron la primera oposición interna, la de los «comunistas de izquierda».

### La Guerra Civil

#### La Asamblea Constituyente y las medidas económicas
El radicalismo de Bujarin y sus compañeros moscovitas les otorgó un destacado papel en los primeros meses de gobierno bolchevique. Apoyaron a Lenin en la disputa sobre la formación de un Gobierno de coalición socialista. En la siguiente crisis acerca de la conveniencia de convocar o no la Asamblea Constituyente, se nombró a Bujarin y Sokólnikov presidentes de la delegación bolchevique, en sustitución de otros más moderados y contrarios a la disolución del organismo. En enero de 1918, Bujarin hizo uso de la palabra en la única sesión de la Asamblea en nombre de los bolcheviques. Su extremismo y apoyo a las posiciones de Lenin les trajo importantes tareas en estos meses, especialmente en las económicas: se encargó a Bujarin la redacción de las leyes de nacionalización y sobre la creación de una agencia de coordinación económica (el Consejo Supremo de Economía Nacional), que pasó a presidir otro moscovita, Osinski. Bujarin ingresó también en esta agencia, en su junta ejecutiva.
A pesar del deseo de Lenin de que se centrase en cuestiones económicas, el partido decidió nombrarlo editor de Pravda, puesto que conservó casi sin interrupción durante doce años. Pronto la influencia de Bujarin y sus compañeros moscovitas declinó, sin embargo, por la decisión de Lenin de firmar la paz con los Imperios Centrales, que rechazaron rotundamente.

#### Comunista de izquierda: Brest-Litovsk y la política económica

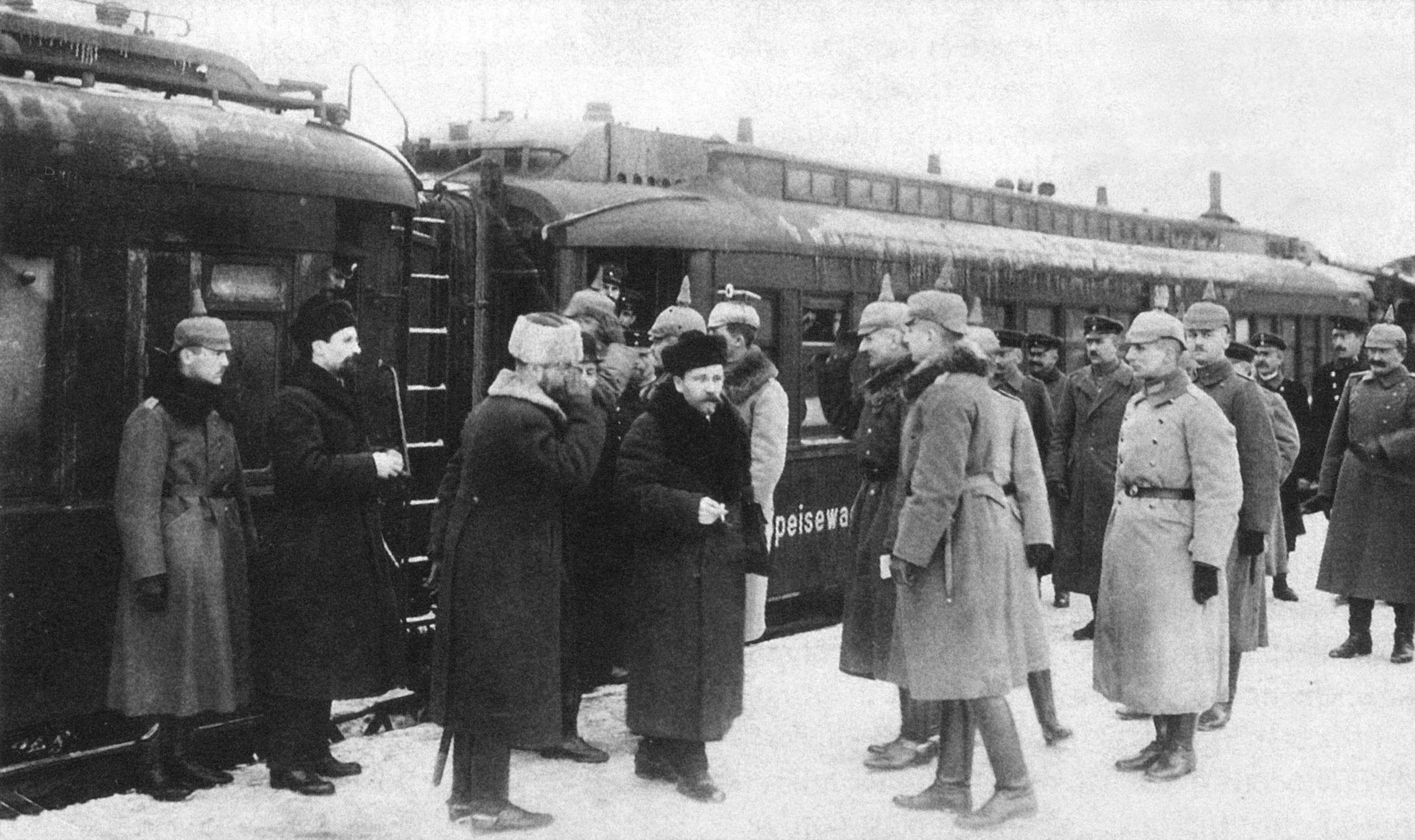
Llegada de la delegación soviética a Brest. Bujarin, máximo representante de los «comunistas de izquierda» opuestos rotundamente a la firma de la paz con los Imperios Centrales, no logró imponer su posición al partido y abandonó pasajeramente sus cargos en este y en el Estado, antes de retomarlos en el verano de 1918.

Principal portavoz de los «comunistas de izquierda» en su oposición a la paz con los Imperios Centrales y en defensa de una guerra revolucionaria, propugnaba no una guerra convencional, sino una de guerrillas que forzaría, a su entender, a combatir al reacio campesinado, de manera similar a las bandas partisanas que surgieron en la Segunda Guerra Mundial. La guerra no debía servir para derrotar militarmente al enemigo, sino para debilitarlo paulatinamente y atraer a la población al Gobierno. La esperanza de victoria de Bujarin se basaba no en la victoria militar, sino en la extensión de la revolución por Europa, que una guerra facilitaría. Esta posición, a pesar de su popularidad en el partido, resultó finalmente derrotada en el congreso de marzo. En febrero, junto con los demás comunistas del izquierda, había abandonado sus cargos en el Estado y en el partido en protesta por la posible firma del tratado de paz.
Aún portavoz, aunque ya menos destacado, de la segunda disputa de los comunistas de izquierda con la dirección del partido sobre el cambio de política económica en la primavera de 1918 —con un mayor control estatal— Bujarin defendió fundamentalmente una posición similar a la de la futura NEP: propiedad estatal de ciertos sectores claves de la economía —principalmente de la gran industria— en conjunción con la existencia de un amplio sector privado. Manteniendo aún su confianza en una revolución mundial que evitaba afrontar los problemas de la industria y la agricultura rusas, apenas aportó alternativas al capitalismo de Estado que Lenin propuso pasajeramente en la primavera de 1918 para tratar de frenar el hundimiento económico.

#### Reconciliación y ascenso en el partido
Regresó a sus cargos a lo largo de la primavera y el verano de 1918: en mayo o junio recuperó su puesto en el comité central y regresó al frente de Pravda en julio, tras el fallido alzamiento socialrevolucionario. Apoyó la represión desencadenada contra estos. Entre el verano de 1918 y finales de 1920, coincidió fundamentalmente con las posiciones de Lenin y este le dispensó notables elogios, a pesar de temer su radicalismo en ciertas situaciones como la controversia sobre la paz con Alemania. Sus anteriores diferencias no frenaron su ascenso en el partido: elegido al comité central con un número cada vez mayor de votos, en el VIII Congreso del partido en el que se creó el politburó, (formado por Lenin, Trotski, Stalin, Kámenev y Krestinski) se lo eligió como suplente junto a Zinóviev y Kalinin. Este organismo se convirtió en el Gobierno efectivo del país.
A pesar de sus anteriores discrepancias con Lenin, el politburó utilizó a Bujarin, tenido por honesto, justo e incorruptible, como su delegado e intermediario en muy diversas cuestiones, generalmente de abuso de poder o crisis, aunque no siempre desempeñase este papel a satisfacción de todos.

#### La Comintern

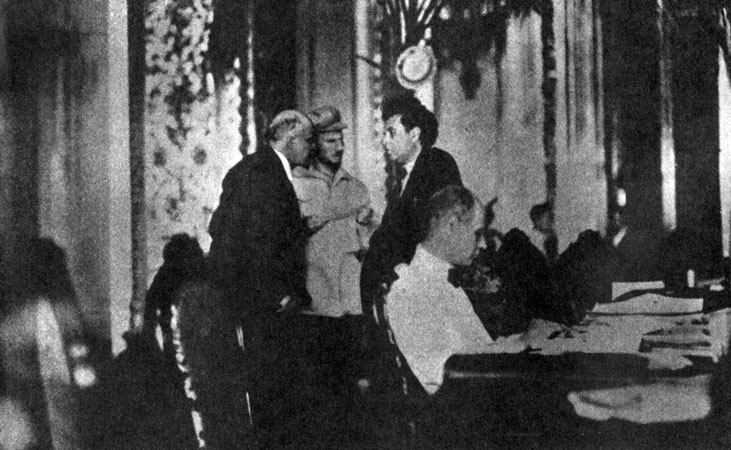
Lenin, Bujarin y Zinoviev en el II Congreso de la Internacional Comunista, 1920.

Desde finales de 1918, tuvo un papel destacado en los intentos de extender la revolución más allá de Rusia. En octubre de 1918, viajó a Berlín y más tarde Lenin le encargó la redacción del manifiesto fundacional de la Internacional Comunista, fundada en Moscú el 4 de marzo de 1919. Miembro del comité ejecutivo del organismo y del grupo que lo dominaba, dirigió sus actividades junto con su presidente, Grigori Zinóviev.

#### Teórico del partido
Como editor de Pravda, redactó la mayoría de sus editoriales y controló la línea del diario. Con el tiempo, gran parte de las publicaciones del partido quedaron bajo su responsabilidad y se convirtió en el organizador de la prensa y propaganda soviéticas.

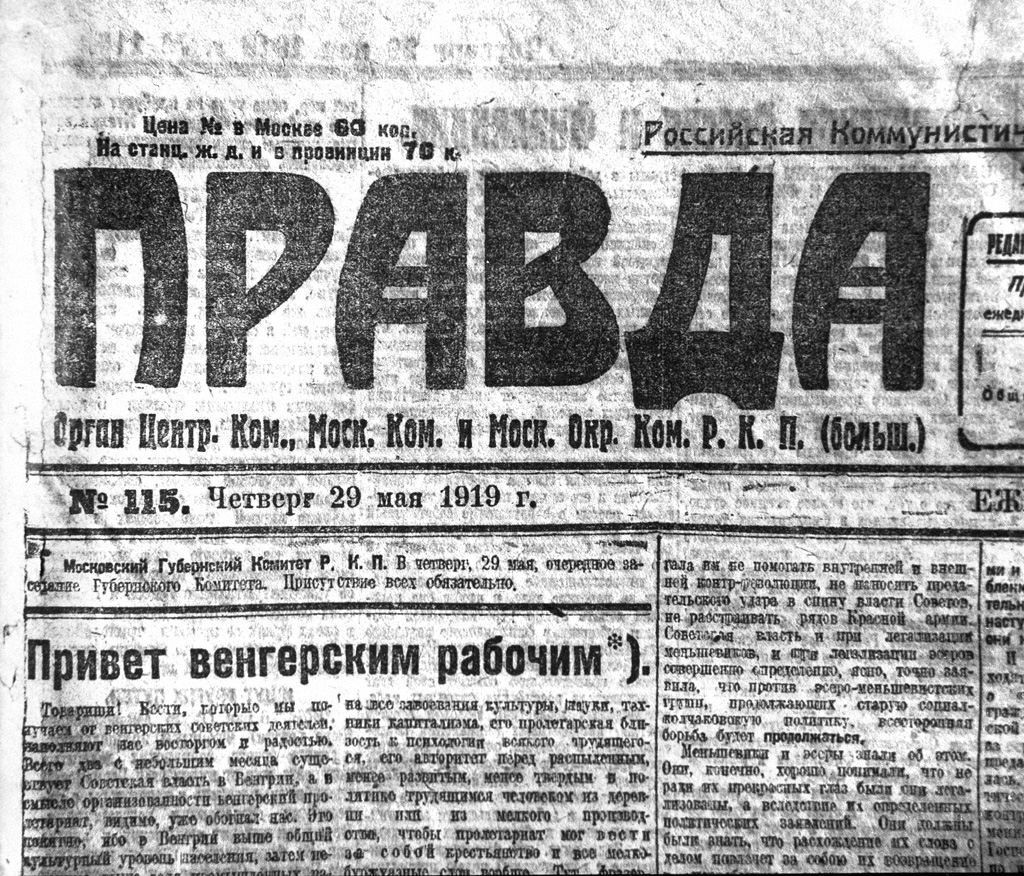
Número de Pravda de mayo de 1919, publicación de la que fue editor.

Se convirtió además en uno de los más destacados ideólogos del partido y la mayor parte de sus obras más destacadas aparecieron antes de 1921. A sus dos obras principales redactadas durante el periodo de exilio y que aparecieron publicadas al completo por primera vez durante la guerra civil —La economía mundial y el imperialismo y La teoría económica de la clase ociosa—, se unieron La economía del periodo transitorio (1920) y El materialismo histórico (1921). De entre sus obras de divulgación, destacó sobremanera el exitoso ABC del comunismo, obra redactada junto con Yevgueni Preobrazhenski para explicar las bases del bolchevismo y que se reeditó en numerosas ocasiones y se tradujo a varios idiomas. El manual sirvió para la formación de cuadros comunistas en la Unión Soviética y otros países y Lenin lo calificó de «un libro precioso al mayor nivel».
Abandonó su anterior defensa de la destrucción del Estado al entender que este estaba sirviendo como instrumento de transformación de la sociedad hacia el socialismo. Entendiendo el Gobierno soviético como un «Estado proletario» que facilitaba el tránsito, aceptó posponer su disolución. Rechazó, sin embargo, al burocratización del Estado, que temía condujese a la creación de una casta privilegiada. Su aquiescencia con la toma del control económico por el Estado, típica del periodo de «comunismo de guerra» de la guerra civil, se limitaba, sin embargo, a la industria y la distribución, no a la agricultura; se opuso a cualquier colectivización forzosa o expropiación del campesinado y asumió que la producción agrícola se basaría en las pequeñas unidades campesinas durante un largo periodo de tiempo. La inclusión de los campesinos en la nueva economía organizada debía lograrse paulatinamente, por medios pacíficos.
Aunque justificó el uso de la coerción y la violencia para implantar los cambios sociales, se opuso a lo que consideró excesivo terror político, por lo que Lenin lo nombró miembro de la dirección de la Cheka con poder de veto; intercedió en favor de diversos políticos e intelectuales y se lo tuvo por «liberal». El 25 de septiembre de 1919, mientras participaba en una reunión sobre la represión en Moscú, resultó herido por una bomba colocada por anarquistas y socialrevolucionarios de izquierda.
Justificó la posibilidad de implantar el socialismo en sociedades materialmente atrasadas —algo rechazado por la interpretación marxista tradicional— alegando que este surgía allí donde se daba un desarrollo humano (extensión del proletariado), y no material, suficiente. Rechazando la interpretación habitual de que el socialismo surgía casi por completo en un capitalismo avanzado, abogaba por la posibilidad de «construirlo». Su teoría de la sociedad como un organismo con fases de equilibrio dinámico y desequilibrio (evolución y revolución) servía para describir el proceso de cambio comunista como una transición a un nuevo equilibrio. Este proceso, que se podía llevar a cabo por la fuerza, justificaba a su entender las medidas coercitivas del «comunismo de guerra»: estas debían servir para crear nuevas relaciones productivas que sustituyesen a las del antiguo equilibrio destruidas durante el proceso de cambio revolucionario. Aunque mantuvo su convencimiento de que la revolución socialista conduciría a una nueva sociedad con un equilibrio más justo, armonioso y duradero, el método para alcanzar este objetivo cambió: si hasta 1921 defendió las medidas del «comunismo de guerra», a partir de ese año comenzó a abogar por otras opuestas a las de este.
Durante las disputas programáticas de la década, se mostró convencido de que el crecimiento económico y social solo podía producirse en un ambiente de paz civil y cooperación, por lo que se opuso a cualquier medida que pudiese resucitar las tensiones de la revolución y la guerra civil. Según Bujarin, una sociedad con enfrentamientos internos no podía ser productiva ni próspera. Seguro de que los elementos contrarrevolucionarios habían sido eliminados, abogó por el mantenimiento de la paz interna y la instauración de una «legalidad revolucionaria» que pusiese fin a la arbitrariedad y los desmanes de los miembros del partido e implantase ley y orden, especialmente en el campo; la fuerza debía dar paso a la persuasión en la interacción con las masas.

## La lucha por el poder

### La Nueva Política Económica
En la última disputa interna del partido antes de la implantación de la Nueva Política Económica (NEP), a finales de 1920 y comienzos de 1921, sobre el papel de los sindicatos en el Estado, adoptó primero una posición intermedia conciliadora para más adelante acercarse a la de Trotski, que se había moderado notablemente. A pesar de lo enconado de las discusiones, estas tenían poca relevancia en la grave situación económica del país. Su posición evolucionó paulatinamente de su defensa inicial del «comunismo de guerra» a la de la NEP entre finales de 1920 y 1923.

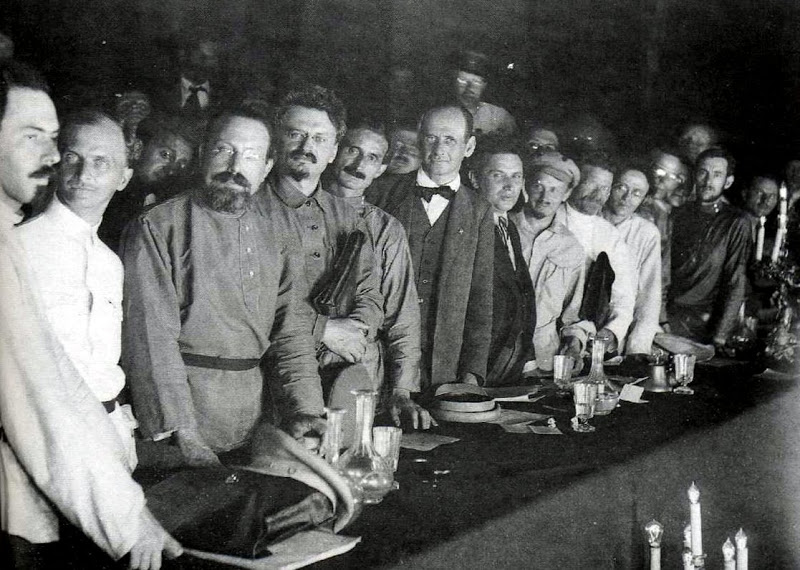
Delegados del II Congreso de la Internacional Comunista. León Trotski es el cuarto por la izquierda, delante de él está Giacinto Serrati (Italia), detrás de él están Alfred Rosmer (Francia), Paul Levi (Alemania), Grigori Zinóviev, Bujarin, Mijaíl Kalinin. Moscú, 1920.

En 1921, cambió su posición radical para proponer una línea evolucionista, considerando a la NEP —aplicada ante la gravedad de la situación (la economía estaba en ruinas, reinaba el hambre, las masas campesinas pasaban a la hostilidad abierta contra el gobierno soviético y había estallado la rebelión en la base naval de Kronstadt)— como el camino que llevaría a la URSS, gradualmente, hacia el socialismo. La NEP era, en realidad, una concesión temporal para tratar de mejorar la situación económica; en opinión de Bujarin, el desarrollo económico la haría con el tiempo innecesaria y se retomaría el proceso hacia una economía planificada. Según Bujarin, la mejora de la economía llevaría por sí misma y sin necesidad de utilizar la fuerza, al pequeño productor a integrarse en la economía socializada gracias a los beneficios (mecanización, electrificación) que ello le otorgaría y con ello a la liquidación de la economía privada. La competencia del mercado conduciría en la URSS, al igual que en los países con economía capitalista, a una concentración monopolística que favorecería la implantación de una economía unificada, dirigida por el Estado central. Aunque en su disputa con Stalin en 1928-1929 defendió el mantenimiento de la economía de mercado en el campo frente a la imposición de las cooperativas, lo hizo considerando que estas no se hallaban listas para sustituir en ese momento a la producción privada campesina. La eliminación de aquella provendría, en su opinión, de la industrialización. Entre 1924 y finales de 1926, Bujarin defendió una economía mixta como método de larga transición al socialismo en la que el sector público controlaba los elementos considerados principales (industria pesada, bancos, transporte, comercio exterior, parte del comercio interior y las cooperativas), mientras el privado gestionaba otros menores (la agricultura de los pequeños labradores, las industrias menores, o el comercio privado). Los intereses del sector privado servían, en su opinión, al proceso de transición al socialismo, al estar controlados por el poder estatal. En este periodo, por tanto, consideraba la planificación económica estatal para el conjunto de la economía como fundamentalmente perjudicial.
Al principio su defensa del nuevo modelo fue cauta e hizo hincapié en su naturaleza transitoria y de su función pasajera como restaurador de la economía. Descartando la vuelta al «comunismo de guerra», sin embargo, rechazó que en el nuevo periodo, que caracterizó de reconstrucción, se fuesen a utilizar los métodos coercitivos de aquel. Sus críticas al modelo anterior crecieron; en agosto de 1921, lo consideraba ya como económicamente insostenible y causa de la burocratización centralista, creada para gestionar excesivamente las actividades económicas. En algunos aspectos de la economía, el mercado gestionaba mejor que el Estado. En parte, esto se debía a la debilidad del proletariado, reducido durante la guerra civil y parcialmente convertido nuevamente en campesino. Pero también, señaló en La revolución burguesa y la revolución proletaria de finales de 1921 de forma innovadora, a la imposibilidad de que se hubiese preparado para organizar la sociedad dentro de un marco burgués; según Bujarin, solo tras la toma del poder político (la dictadura del proletariado) podía comenzar su maduración como clase. Esta afirmación no solo justificaba la toma del poder y los errores en la gestión económica, sino que también servía de razón para el atraso económico y cultural proletario, para la necesidad temporal de utilizar expertos burgueses o para la dictadura del partido, presentada como una necesaria vanguardia de una clase aún primitiva. El partido, a su vez heterogéneo, necesitaba dirigentes a través de los que expresar sus directivas; dado el atraso del propio proletariado, estos surgían de una clase hostil, la intelectualidad burguesa. Esta teoría indicaba, sin embargo, el peligro, observado por Bujarin, de que los gestores de la fase transitoria de desarrollo proletario se convirtiesen en una casta privilegiada que acabase por impedirlo y que se perpetuase en el poder.

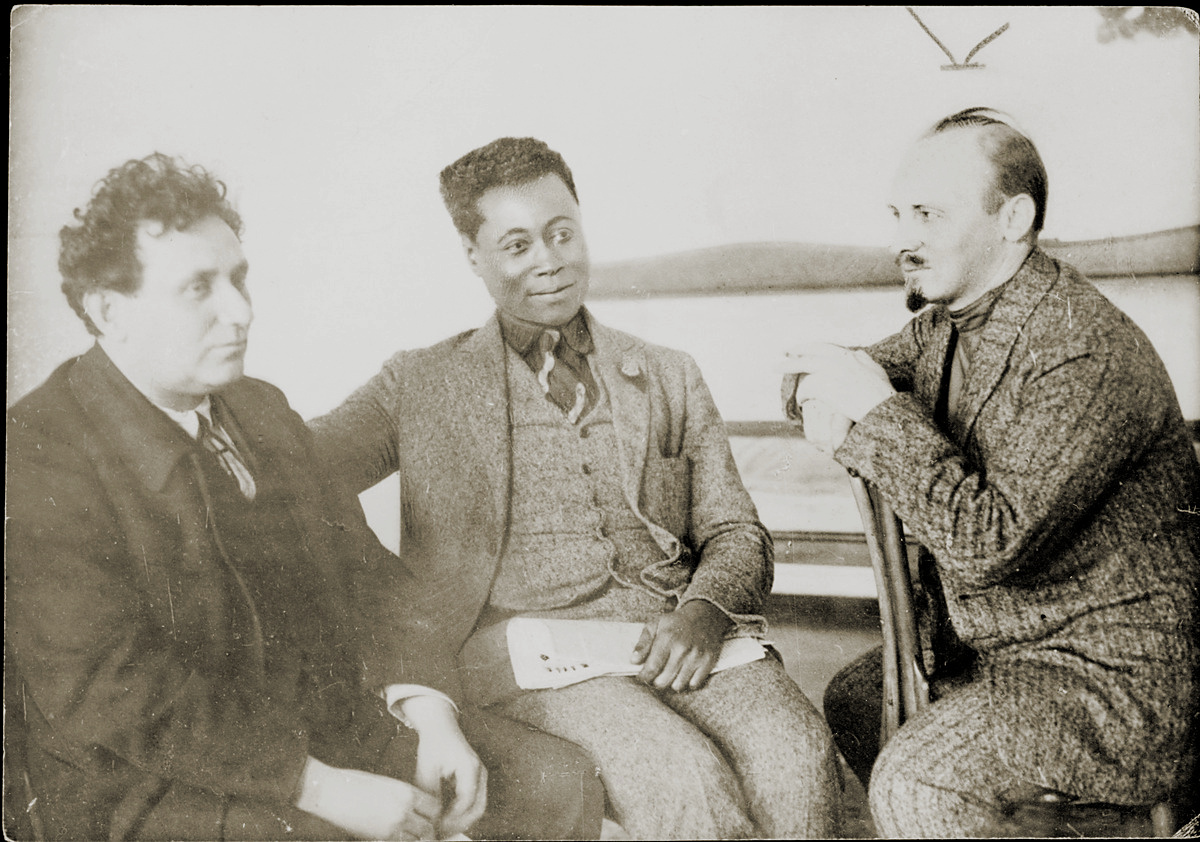
Grigori Zinóviev, Claude McKay y Bujarin en 1923.

Se convirtió, junto con el dirigente sindical Mijaíl Tomski y el primer ministro Alekséi Rýkov, en el principal dirigente de la «derecha» bolchevique, defensora de un largo periodo de evolución hacia el socialismo basado en el adoctrinamiento socialista de la población, el mantenimiento de las buenas relaciones con el campesinado y una industrialización financiada gracias a los impuestos y el crecimiento de la economía, un proceso más lento que el defendido por la «izquierda» del partido. Preocupado por la falta de apoyo popular y por el aislamiento del partido de las masas (fundamentalmente campesinas) tras la guerra civil, propugnó la creación de nuevos lazos entre el partido y la población para eliminar la burocracia surgida durante la guerra y evitar el peligro de surgimiento de una casta privilegiada estatal; estas nuevas organizaciones que defendía recrearían, en su opinión, el tejido social destruido durante el conflicto civil. Para Bujarin, la estabilidad del partido necesitaba de la alianza entre el proletariado y el campesinado.

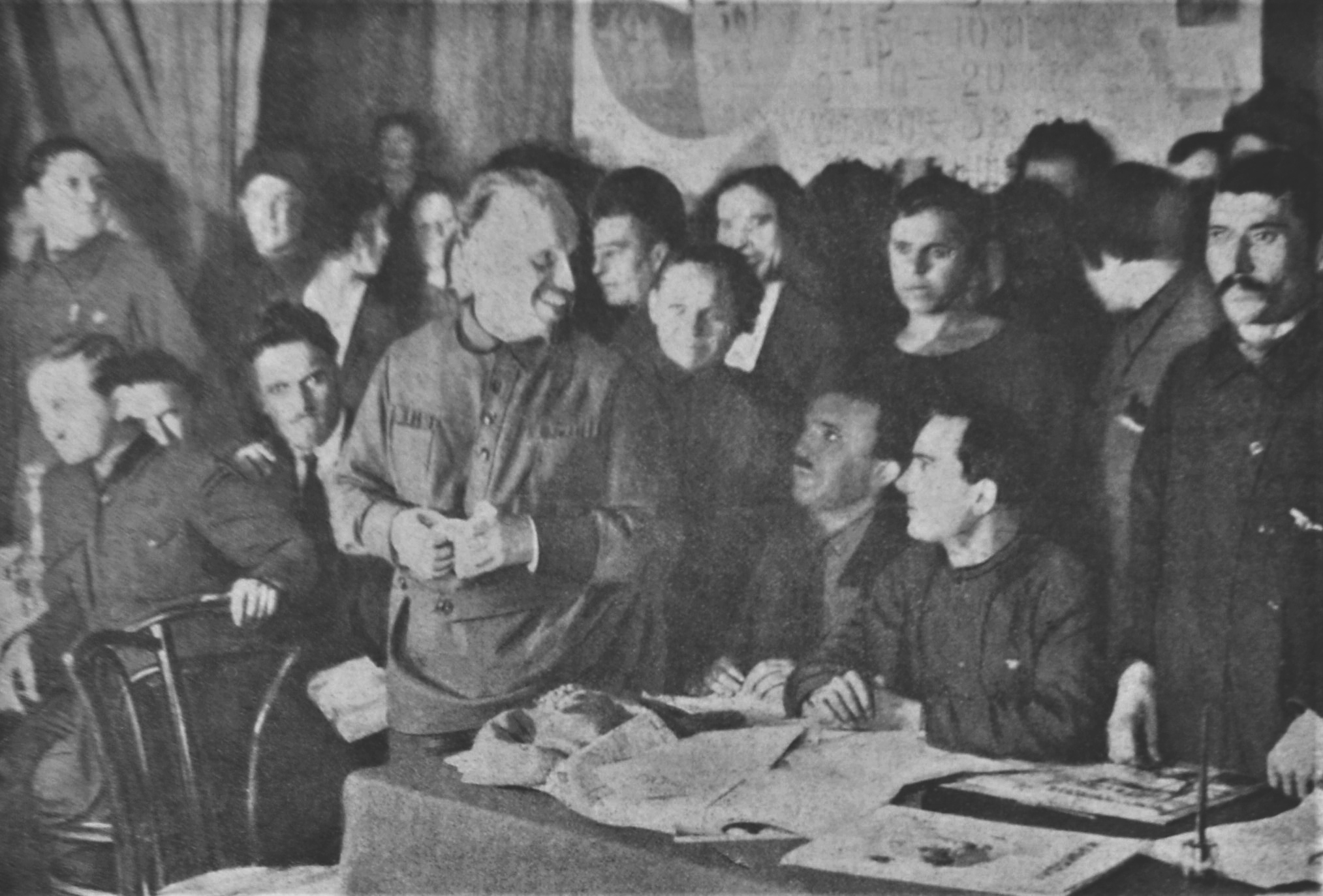
Bujarin en el Congreso de Educadores, URSS (1925).

Tuvo un papel principal en la defensa y exposición de la teoría económica de la mayoría frente a la presentación de las tesis de la Oposición de izquierda por Yevgueni Preobrazhenski en el otoño de 1924. Presentó la posición de aquella principalmente como objeciones a las propuestas de Preobrazhenski, que se resumían esencialmente en un rechazo político (porque sostenía que estas ponían en peligro lo que consideraba necesaria alianza con el campesinado), un rechazo moral a lo que consideraba un programa de explotación del campesinado (indeseable por el interés de la revolución mundial, que consideraba condicionada a la ayuda del amplio campesinado mundial), y un rechazo económico. Los fondos para la deseada industrialización debían provenir, en su opinión, del ahorro de costes de la propia industria estatal al ganar en eficiencia, de la tributación del sector capitalista y de los ahorros en los bancos e instituciones de crédito. Convencido de que el aumento de la demanda rural favorecería primero la industria ligera y más tarde la pesada, defendió las nuevas medidas de ampliación de la NEP en el campo de 1925. El aumento del consumo y del comercio debía propulsar el desarrollo industrial; para ello, el Estado aplicó las reformas liberalizadoras de 1925, restringió la intervención estatal en el comercio interior y mantuvo los precios de los productos industriales bajos. Entre 1924 y 1926 y a pesar de los problemas crecientes de la NEP (falta de productos industriales que ofrecer al campesinado, escasez de productos agrícolas en el mercado), Bujarin sostuvo la necesidad de limitar la intervención estatal tanto en industria como en agricultura, confiando el mercado favoreciese el proceso de modernización. Aunque las medidas oficiales sirvieron en efecto para lograr una rápida recuperación de los niveles productivos prebélicos, no consiguieron aumentar la capacidad productiva más allá de estos niveles. Su programa económico se hallaba en dificultades ya en 1926, cuando finalizó el periodo de recuperación industrial; a pesar de ello, Bujarin siguió rechazando las críticas y alternativas propuestas por la oposición, en parte por motivos políticos (convencimiento de que conducirían al enfrentamiento con los campesinos) o morales (rechazo a las consecuencias de una industrialización forzada).

### Las luchas internas en el partido: contra Trotski, Kámenev y Zinóviev

#### Contra Trotski

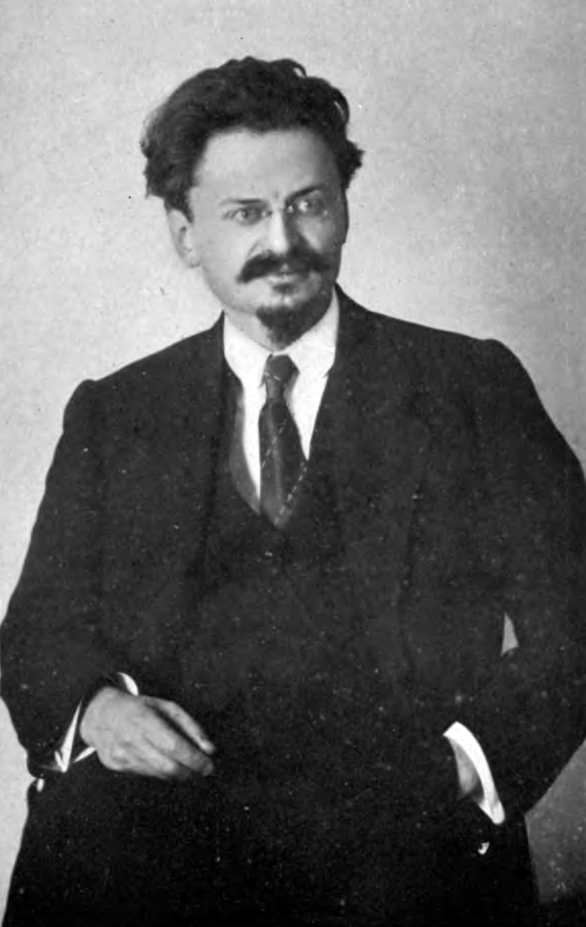
León Trotski, principal opositor al triunvirato formado por Stalin, Zinóviev y Kámenev a la muerte de Lenin. Bujarin se le opuso al considerar erróneas sus medidas económicas y temer la formación de nuevas corrientes en el partido.

Se mantuvo inicialmente apartado de la lucha sucesoria que comenzó a finales de 1922 entre Trotski por un lado y Stalin, Zinóviev y Kámenev por el otro y adoptó una posición conciliadora entre los dos bandos. En el XII Congreso, fue el único en criticar abiertamente a Stalin y Zinóviev por su gestión en la crisis georgiana de acuerdo a los deseos de Lenin; temía que la actitud chovinista de aquellos pusiese en peligro las relaciones con las minorías del país y con las colonias. Más tarde criticó duramente la burocratización del partido. Negándose en principio a respaldar a ninguno de los dirigentes, cuando Zinóviev comenzó a alejarse de Stalin en el verano de 1923, trató en vano de reconciliar a los principales dirigentes.
Solo en diciembre de 1923 apoyó a Stalin, en el enfrentamiento entre este y Trotski por la dura crítica de este a aquel por lo que entendía como falta de interés por extender la revolución por Europa y por convertir el régimen en burocrático. La aparente ambición de Trotski, la posibilidad del surgimiento de una nueva fracción en el partido con la presentación de la Declaración de los 46 —que parecía inspirada por Trotski aunque no la firmase—, que rechazaba, y la delicada situación económica —gran diferencia de precios entre los caros productos industriales y los agrícolas— criticada por la «izquierda» en sus propuestas de industrialización, condujeron a Bujarin a respaldar al triunvirato de Stalin, Zinóviev y Kámenev y defender las concesiones a los campesinos, necesarias en su opinión para mantener la fundamental alianza con el campesinado. Su principal oposición a Trotski y a la izquierda del partido era, por tanto, no personal, sino económica, y lo llevó a despreciar legítimas críticas de aquella en otros aspectos como la burocratización. Convencido de que la URSS era un país de dos clases (proletariado y campesinado), de la necesidad de mantener la alianza entre ellas para favorecer la revolución mundial en un mundo donde los campesinos formaban una amplia mayoría y que solo un proceso evolutivo permitiría alcanzar el socialismo, rechazó cualquier programa de cambio violento como el que entendía que proponía la oposición y mantuvo su apoyo a la NEP.

#### La alianza con Stalin
Si en la primera fase de las disputas en la dirección del partido, contra Trotski, Bujarin había desempeñado un papel secundario, la ruptura de la alianza entre Zinóviev, Kámenev y Stalin en el otoño de 1925 y el paso a la oposición de los dos primeros le otorgó uno fundamental junto a Stalin en defensa de la política económica, fundamentalmente como autor de esta. Junto con Stalin, criticó a la nueva Oposición Unificada, unión de los seguidores de Kámenev, Zinóviev y Trotski, a la que acusó de tratar de dividir al partido. Su alianza con Stalin era, en realidad, una unión de conveniencia, como la coalición de figuras de la oposición. Su programa económico era para entonces el del partido, criticado por toda la oposición. En su encendida defensa, exageró sus posiciones como hacía también la oposición en sus críticas. Apoyó la política de socialismo en un solo país y propuso un paso lento en la construcción de la economía socialista, en contra de la política de revolución permanente propuesta por Trotski y de la acumulación socialista impulsada por Preobrazhenski. Aunque Stalin presentó la idea a comienzos de 1925 como alternativa a la de la revolución permanente trotskista, fue Bujarin quien la perfiló y la convirtió en doctrina oficial. Se pronunció oficialmente a su favor en abril; la teoría suponía el abandono de su anterior convicción de la necesidad de una revolución socialista exterior para el triunfo de la rusa. Fundamentalmente, afirmaba la capacidad del país de desarrollarse sin ayuda exterior.

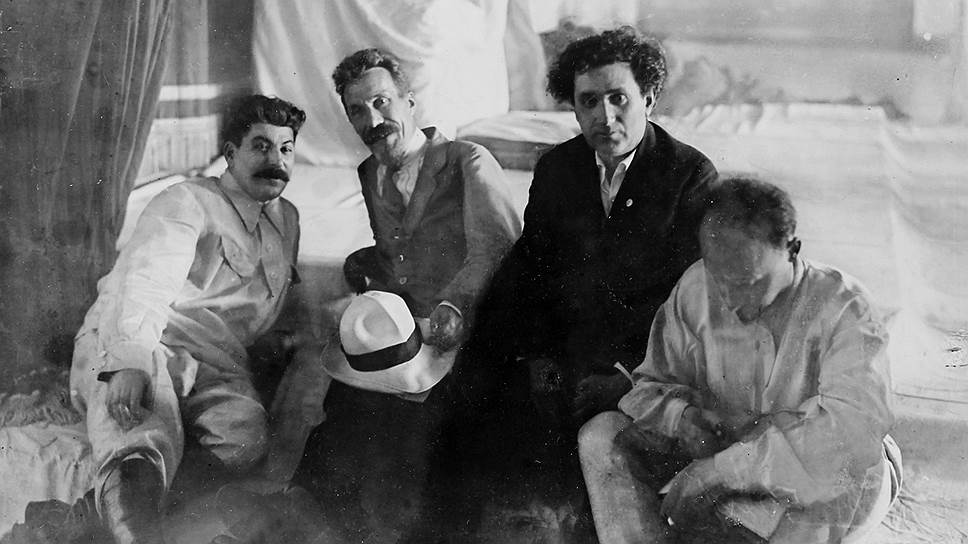
Iósif Stalin, Alekséi Rýkov, Grigori Zinóviev y Nikolái Bujarin (de izda. a dcha.) en septiembre de 1924.

A la alianza con Stalin y las disputas con la oposición, Bujarin contribuía principalmente con su control de las publicaciones centrales del partido —instrumentos de expresión de la posición del comité central y de interpretación de sus resoluciones— y, desde la derrota de Zinóviev en diciembre de 1925, el de la Comintern. Tras la destitución formal de Zinóviev en octubre de 1926, fue nombrado secretario general del comité ejecutivo de la Internacional Comunista, su puesto principal una vez abolida la presidencia. Al frente de este, mantuvo una actitud conciliadora con los movimientos nacionalistas en las colonias como la alianza con el Guomindang chino, muy criticada por la oposición, y favorable a los pactos con los socialdemócratas europeos mediante los «frentes populares». Su impresionante defensa de la NEP junto con la influencia de Stalin desde la secretaría general —desde donde aún no controlaba totalmente la organización del partido, a pesar de su creciente poder— facilitaron la derrota de la oposición en 1927. Eliminada la oposición, se convirtió junto con Stalin —al que lo unía una estrecha amistad— en uno de los principales dirigentes del partido, ocupado fundamentalmente en cuestiones teóricas y en la dirección de la prensa del mismo.

### Enfrentamiento con Stalin

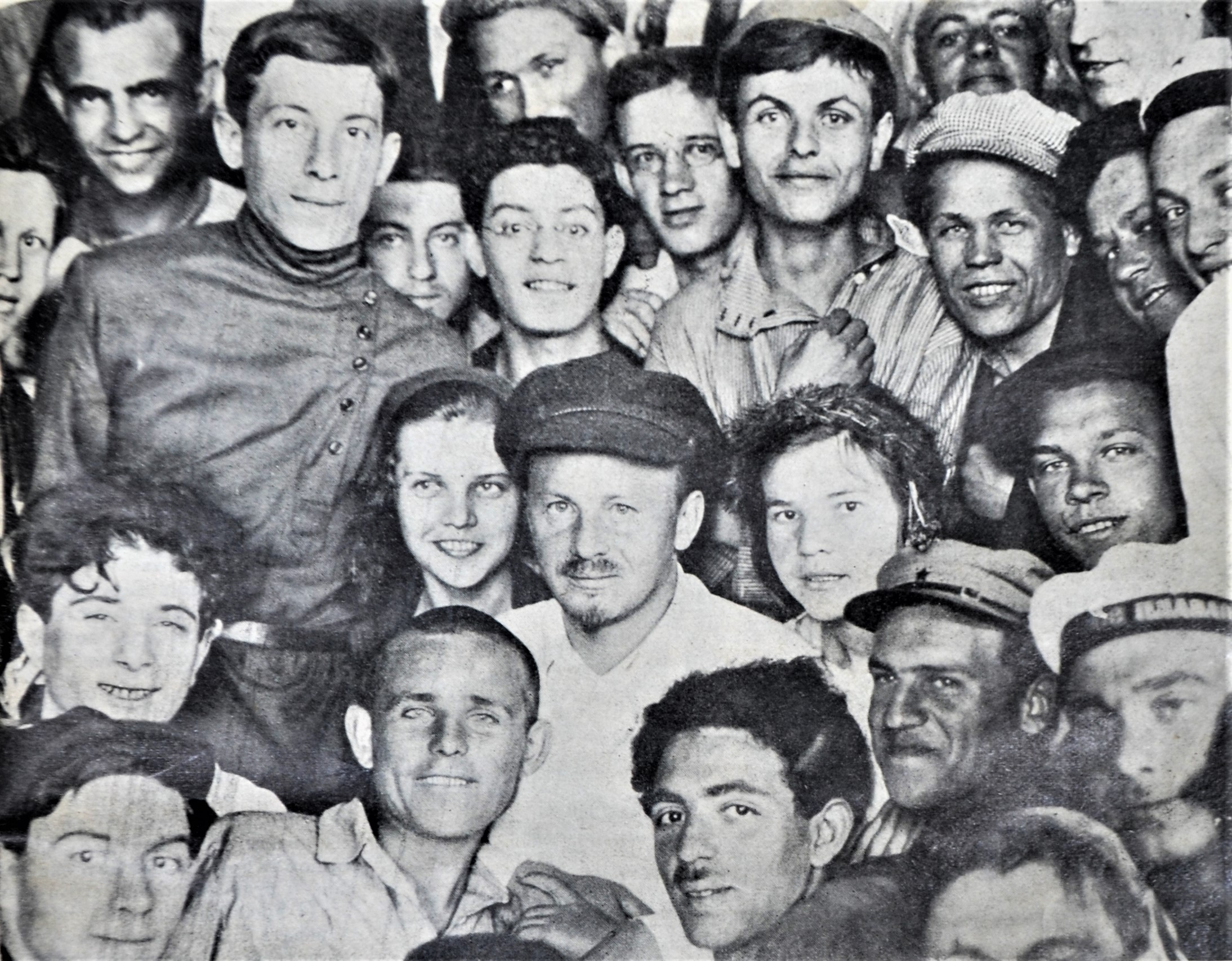
Bujarin en la reunión de los reporteros obreros y campesinos en Moscú (1926).

En 1926 comenzó a aceptar el análisis de Preobrazhenski sobre la importancia de la falta de productos manufacturados al tiempo que la recuperación industrial alcanzaba su límite. Bujarin comenzó entonces a moderar su confianza en el mercado como motor de la industrialización y a otorgar un papel más destacado a la intervención estatal en el proceso, que incluía la inversión planificada, una mayor regulación del sector privado y una reestructuración del sector agrícola. Acabado el periodo de recuperación, comenzaba uno más complicado de ampliación y modernización de la base industrial. Este cambio le acercó a la oposición y en especial a su exigencia de mayor inversión en industria pesada, aunque mantuvo su defensa de un reparto equilibrado de las inversiones. Por otro lado, el descenso de la producción agrícola a finales de 1927 le llevó a anunciar el fin de las concesiones a los campesinos más acomodados otorgadas en 1925 y a comenzar a defender cautamente el crecimiento gradual y voluntario de las granjas colectivas mecanizadas para intentar aumentar la producción. Aunque la producción privada debía seguir siendo la principal fuente de productos agrícolas, Bujarin esperaba favorecer la producción de las granjas colectivas mediante incentivos económicos; este aumento era fundamental para la deseada aceleración de la industrialización.
El temor a una posible guerra (atizado por la ruptura de relaciones diplomáticas con Gran Bretaña) condujo a la supresión de la oposición, cada vez más perseguida y más crítica con la mayoría, que culminó en el XV Congreso, con la ratificación de la reciente expulsión de sus dirigentes. Bujarin, a pesar de su anterior tolerancia, aprobó la medida, que realmente favoreció a Stalin, convencido de que la oposición era irreconciliable; la eliminación de la oposición eliminaba al mismo tiempo la necesidad de alianza con la «derecha» del politburó. A pesar de la fuerza aparente de esta, con su control de los ministerios, de los sindicatos o de los medios de comunicación del partido, Stalin contaba con el poder real a través de su poder creciente en la organización del partido; a partir del nuevo congreso, disfrutaba asimismo de una mayoría propia en el politburó, independiente de sus antiguos aliados. Por otro lado, la ralentización de la industrialización, privada de fondos por la agricultura favorecida por la NEP, combinada con lo exiguo de la producción agrícola llevó a Stalin a comenzar una serie de requisiciones de grano en enero de 1928, para horror de Bujarin. Este, junto a Rýkov y Tomski, temiendo que la nueva campaña destruyese los cimientos de la NEP al atizar la hostilidad del campesinado, protestaron en el politburó. Si hasta la primavera la «derecha« había considerado que las diferencias con Stalin y sus partidarios eran de matiz y negociables, la intensificación de las requisiciones en el campo de comienzos de 1928 llevaron a la ruptura entre las dos corrientes. Mientras Bujarin creía que los problemas eran coyunturales y que se resolverían con ajustes en la NEP, Stalin parecía decidido a sustituir el modelo.
Entre 1928 y 1929, los partidarios de Stalin y los de Bujarin se enfrentaron en su visión de la política correcta; Stalin logró imponerse tachando a los seguidores de Bujarin de formar una «Oposición de derecha» procampesina y presentando la situación como potencialmente fatal para el partido. A diferencia de las anteriores disputas en la cúpula del partido, el enfrentamiento entre los partidarios de Stalin y la Oposición de derecha no fue pública. Bujarin y los demás dirigentes de la oposición no se atrevieron a presentar sus diferencias ante el grueso de partido o de la sociedad en general —a pesar del notable apoyo a sus propuestas en ambos—, temiendo ser tachados de fraccionalistas o contrarrevolucionarios; reducidos a disputar en la cúpula del partido, en esta Stalin contaba con su mayor fuerza. A partir de pleno del comité central de junio de 1928, Stalin contó con la iniciativa en la disputa y la mayoría, aún no decisiva, en este organismo.
En el VI Congreso de la Komintern celebrado en julio de 1928, Stalin logró privar de su anterior control a Bujarin y poner fin a la preferencia por los «frentes populares»; la Comintern comenzó un periodo de enfrentamiento con los socialdemócratas, tachados de «socialfascistas». En el otoño, Stalin se hizo con el control de Pravda, aunque Bujarin permaneció formalmente como editor, ya sin controlar la línea editorial. Poco después a mediados de octubre, Stalin consiguió sustituir a la principal agrupación que respaldaba a la «derecha», la de Moscú, acusada de «desviacionista de derecha». El golpe fue devastador para Bujarin y sus aliados en el politburó ya que hizo que los que titubeaban entre los dos bandos en el comité central se acercasen a Stalin, sin atreverse a enfrentarse a él tras los sucesos de Moscú. Stalin no solo contaba con el respaldo de la mayoría de los delegados de rango bajo y medio, a menudo dependientes de su favor para lograr sus puestos, sino también de los oligarcas de importantes delegaciones que preferían la propuesta intensificación de la industrialización y la actitud optimista de Stalin a la cauta actitud de la «derecha». En noviembre, Bujarin, Rýkov y Tomski habían quedado reducidos a una minoría impotente en el politburó, incapaces de controlar las decisiones políticas.

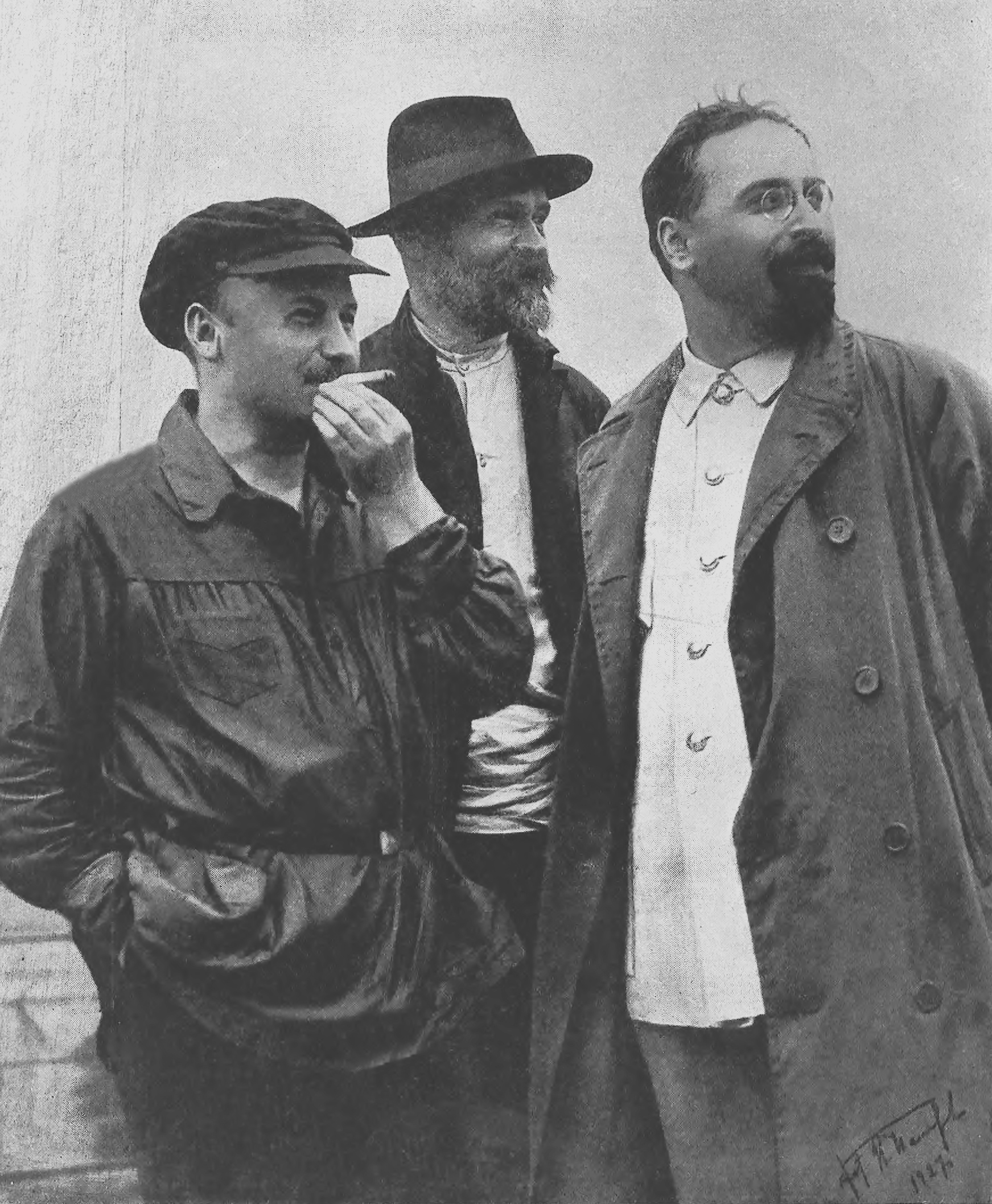
Viejos bolcheviques: Bujarin, Iván Skvortsov-Stepánov y Lev Karaján(1928).

En enero de 1929, Bujarin publicó una dura crítica de la mayoría estalinista en su último artículo publicado en la URSS, «El testamento político de Lenin» en el que acusaba a aquella de desviarse de los consejos de este. Días después, la oposición se opuso en vano al destierro de Trotski. Su condena se produjo en una sesión conjunta del politburó y la presidencia de la Comisión Central de Control del partido el 9 de febrero de 1929, que reiteró el pleno del comité central en abril. Durante este Bujarin perdió su puesto de editor de Pravda y Tomski la presidencia de los sindicatos. La condena, sin embargo, no se publicó hasta cuatro años más tarde, aunque se comunicó a la organización del partido.
En abril, Stalin criticó con dureza a Bujarin, recordando su participación en las negociaciones de 1918 con los socialrevolucionarios de izquierda para apartar a Lenin del poder; nueve años más tarde, esta acusación se convirtió en una de intento de asesinato contra Lenin. A finales de agosto, Stalin desencadenó una gran campaña de desprestigio de Bujarin desde las páginas de Pravda, que pronto se convirtió en una denuncia de las medidas moderadas en general y de la NEP y de persecución de los posibles seguidores de Bujarin. El 12 de noviembre, se expulsó a Bujarin del politburó en un pleno del comité central por negarse a renunciar ante este a sus posiciones políticas. Esta renuncia llegó, sin embargo, pocos días después, el 25 del mes, en una nota en la que los dirigentes de la derecha admitían su error al oponerse a la corriente mayoritaria.

## Los años de oscuridad

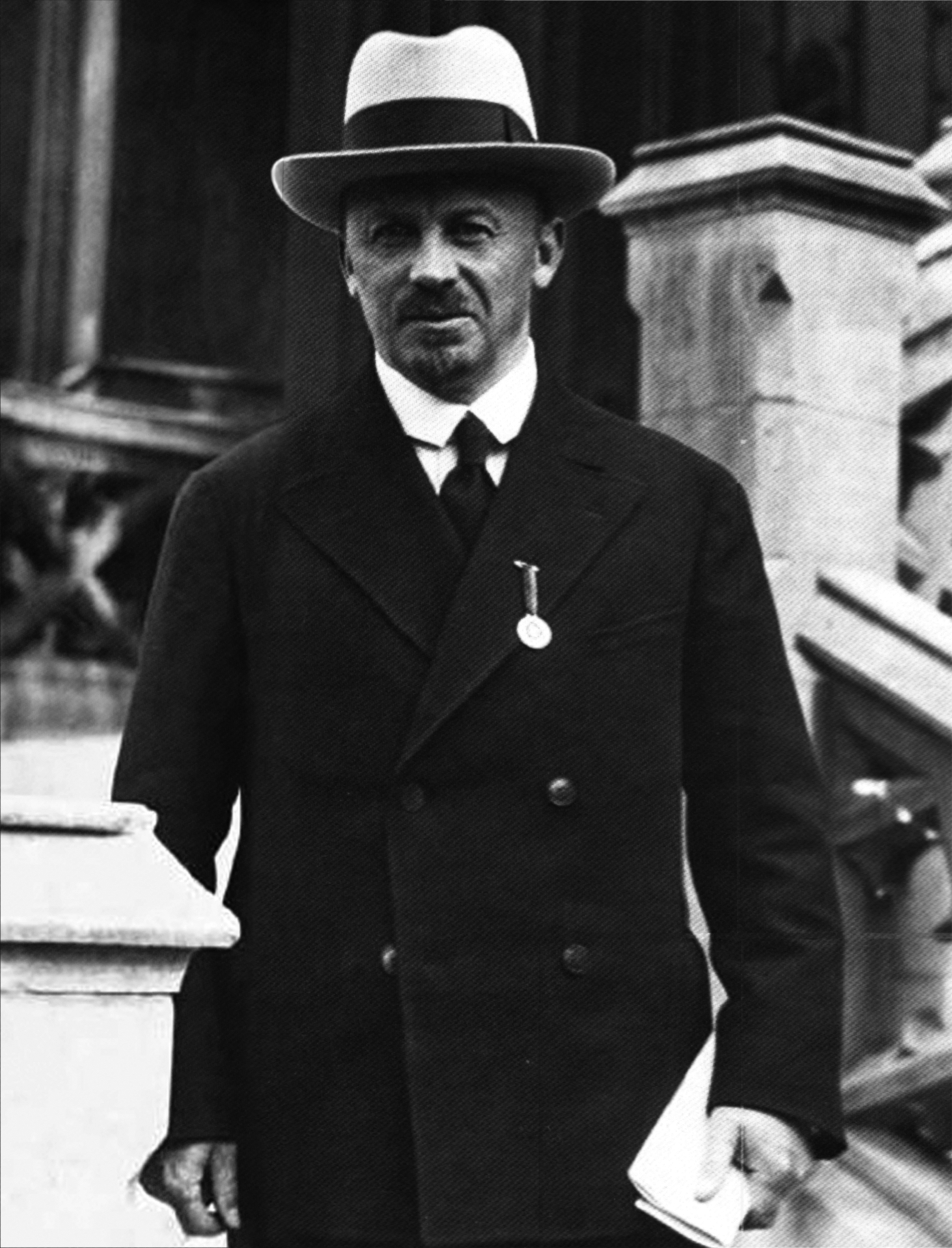
Bujarin en Londres (1931).

En 1930, Bujarin, Rýkov y Tomski habían perdido sus cargos en la dirección del partido y del Estado, aunque su sometimiento a la disciplina del partido les permitió continuar en el comité central, si bien no en el politburó. Bujarin pasó a un puesto secundario, el de presidente de la comisión del departamento científico y técnico del Consejo Supremo de Economía Nacional, de cuya presidencia colegiada Tomski también pasó a formar parte. A finales año, todavía se le permitía publicar en los órganos del partido, pero bajo estricta supervisión del politburó. Estos años, hasta su reaparición en 1934, fueron los de menor importancia política de su carrera desde la revolución de 1917. Icono de las posiciones opuestas a las de Stalin, los sucesivos movimientos de oposición de comienzos de la década adoptaron sus teorías económicas, lo que hizo que fuese duramente criticado por la prensa oficial. Alejado del poder, retomó algunas actividades hasta entonces aparcadas, como la pintura o el estudio de Marx.
Al final del periodo, en enero de 1934, contrajo matrimonio por segunda vez, con Anna Lárina; su primer matrimonio con Nadezhda Lukiná se había disuelto a comienzos de la década de 1920 y después había convivido varios años con Esfir Gúrvich, conocida economista, con la que había tenido una hija, Svetlana.

## Reaparición, caída en desgracia y muerte

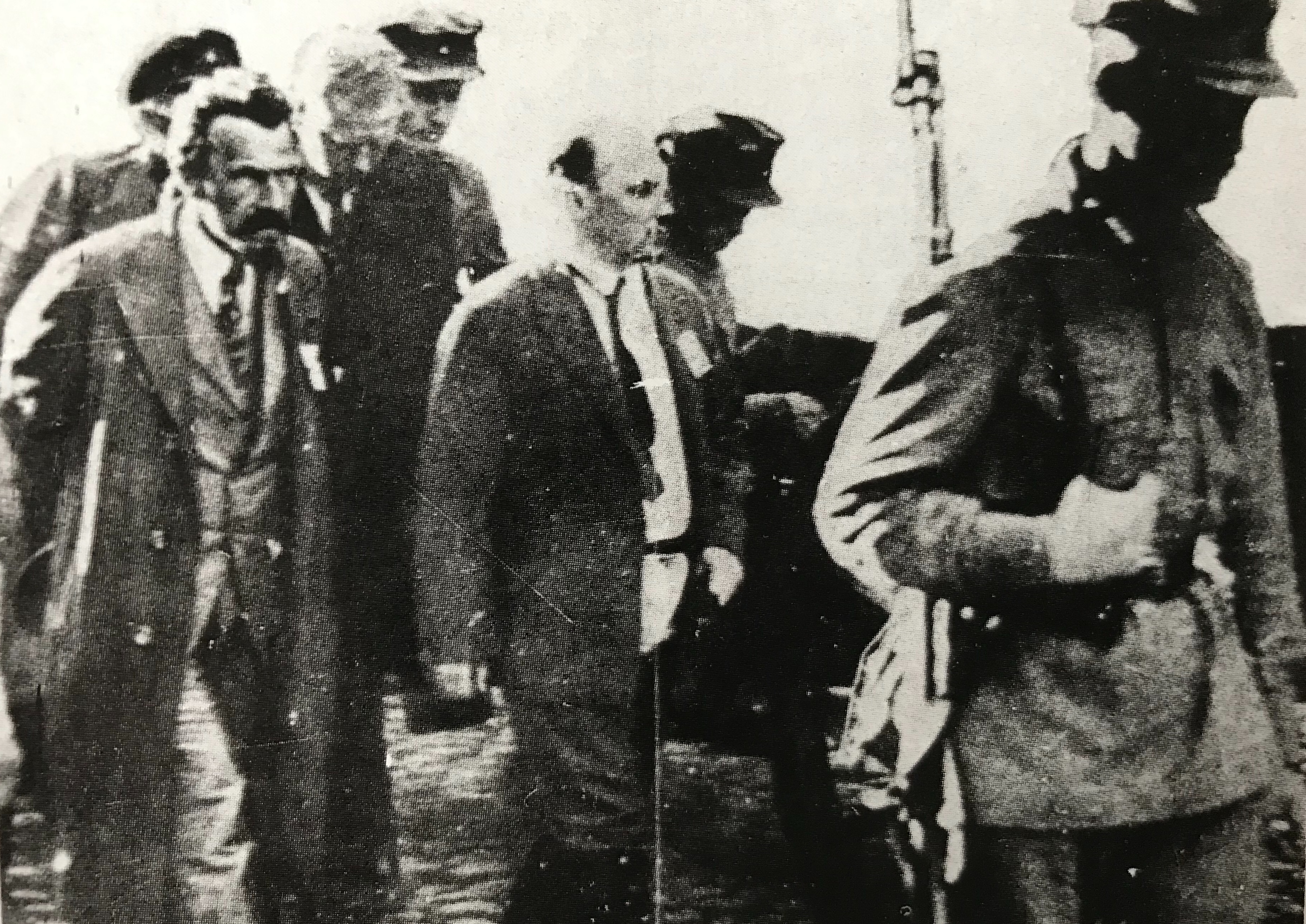
Bujarin y Rýkov antes del juicio (1938).

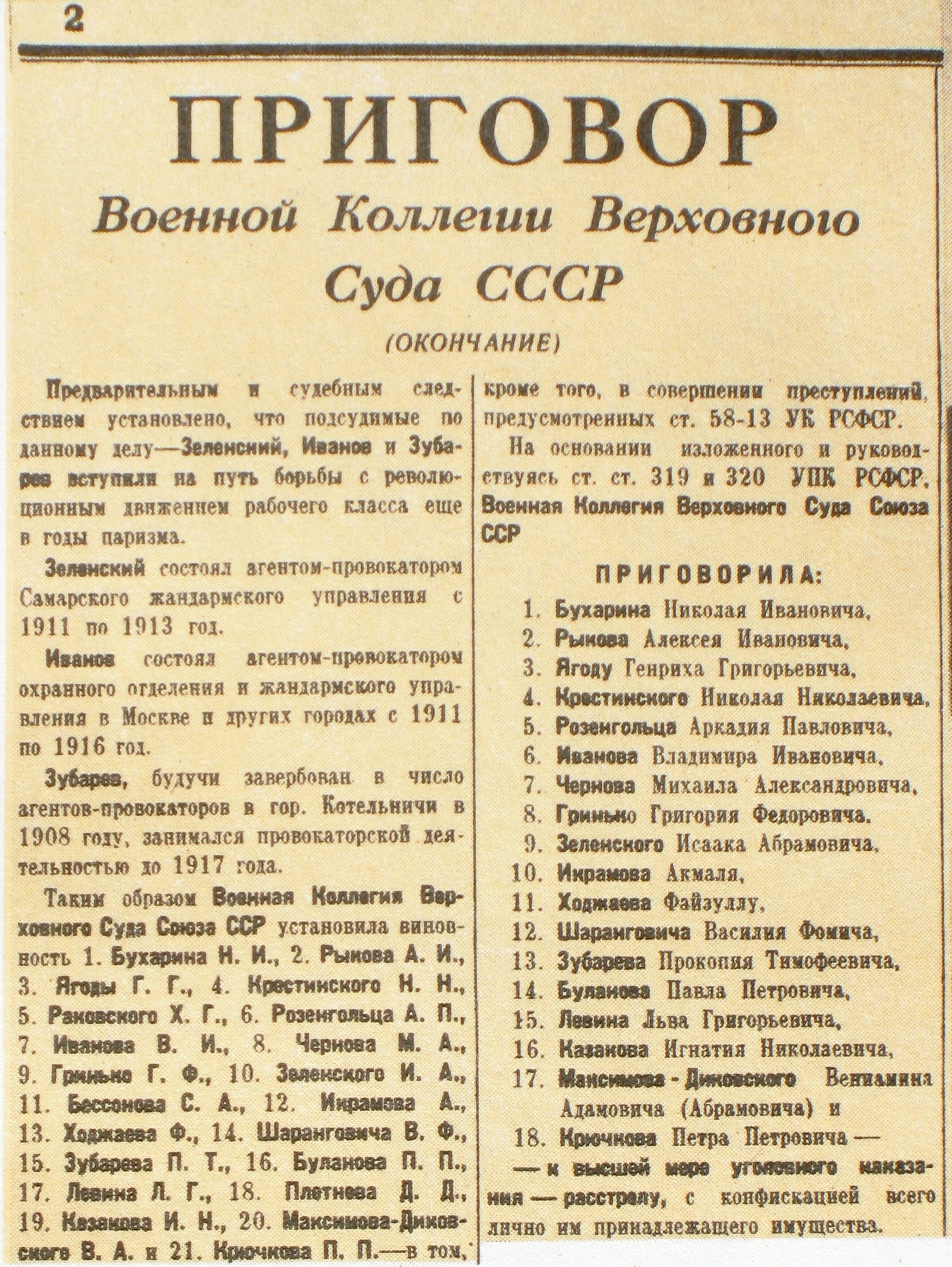
El veredicto en el caso de Bujarin-Rykov-Yagoda (El tercer proceso de Moscú) el 13 de marzo de 1938. Nota informativa del periódico Pravda.

En el pleno del comité central de enero de 1933, aceptó la condena de su antiguo camarada Smirnov, acusado de haber participado en conversaciones para apartar a Stalin del poder en 1932, coincidiendo con la crisis del país por la colectivización y la industrialización. A la dura crítica de los acusados le acompañó una nueva confesión de culpabilidad por su pasada oposición a la línea mayoritaria.
Bujarin reapareció nombrado editor de Izvestia en 1934. Participó en el XVII Congreso con una dura crítica al nazismo y meses después defendió la libertad creativa de los escritores en la URSS. En estos años, continuó sus críticas veladas a Stalin. Partidario de reformas internas que mejorasen el nivel de vida de la población y la reconciliasen con el partido tras la crisis de principios de la década, se mostró como firme adversario del fascismo europeo y, en especial, del nazismo. La reconciliación de la población con el partido era esencial, a su juicio, para que la URSS resistiese con éxito el futuro enfrentamiento con la Alemania nazi, que consideraba inevitable.

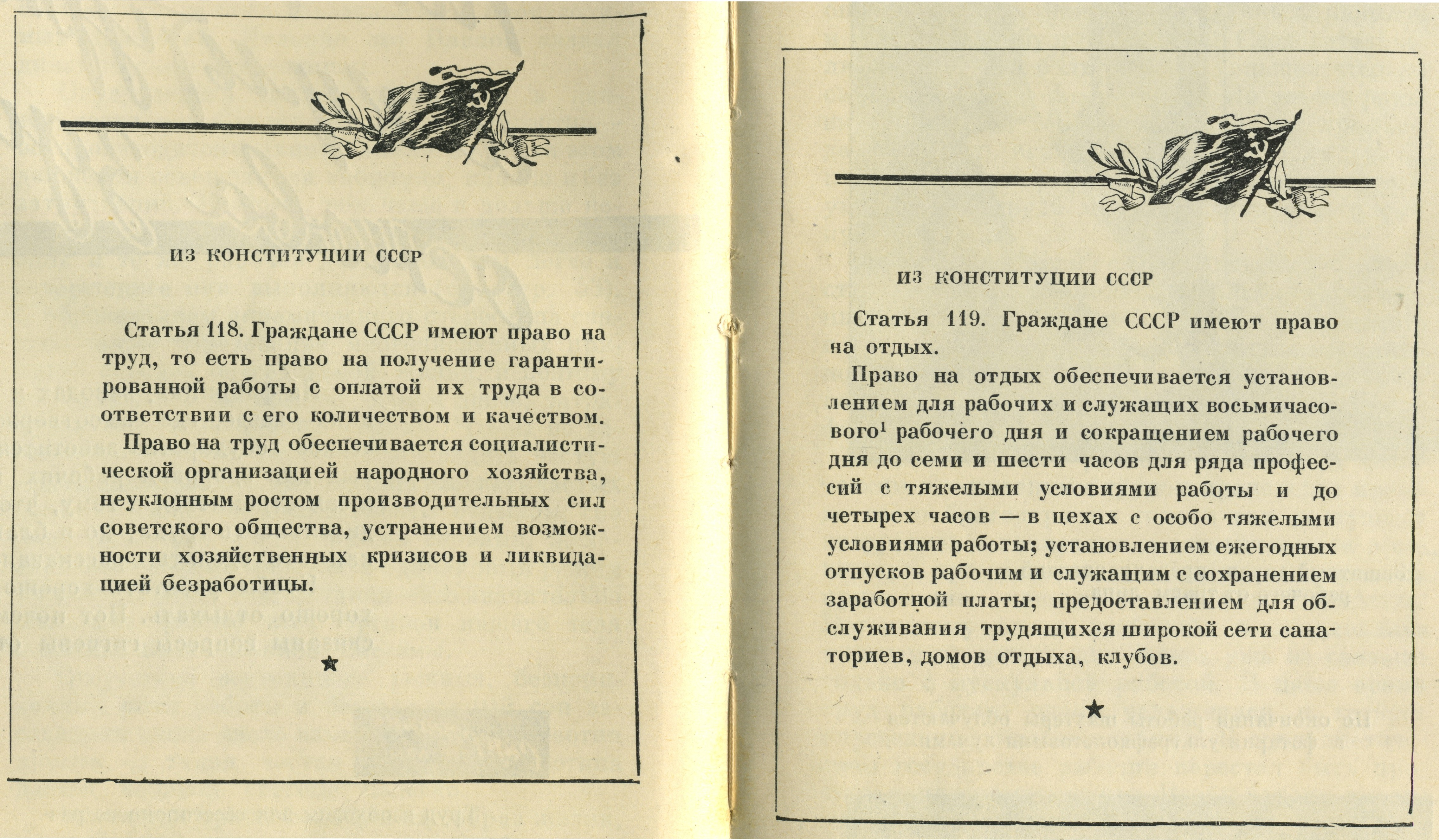
Páginas de la Constitución Soviética de 1936, en cuya redacción Bujarin tuvo un papel destacado.

Participó en la redacción de la nueva Constitución Soviética de 1936, a la que trató de dar un cariz moderado y humano, en colaboración con otros miembros de la comisión encargada de su redacción, como el filósofo Evgeny Pasukanis, más tarde víctima de las purgas.
En marzo de 1936, se lo envió a París para tratar de comprar los archivos de Marx y Engels a los socialdemócratas alemanes, exiliados en Francia, tarea en la que no tuvo éxito. El mismo año, fruto del matrimonio con Anna Lárina nació su hijo, Yuri Larin, que tenía dos años en el momento de la ejecución de Bujarin.

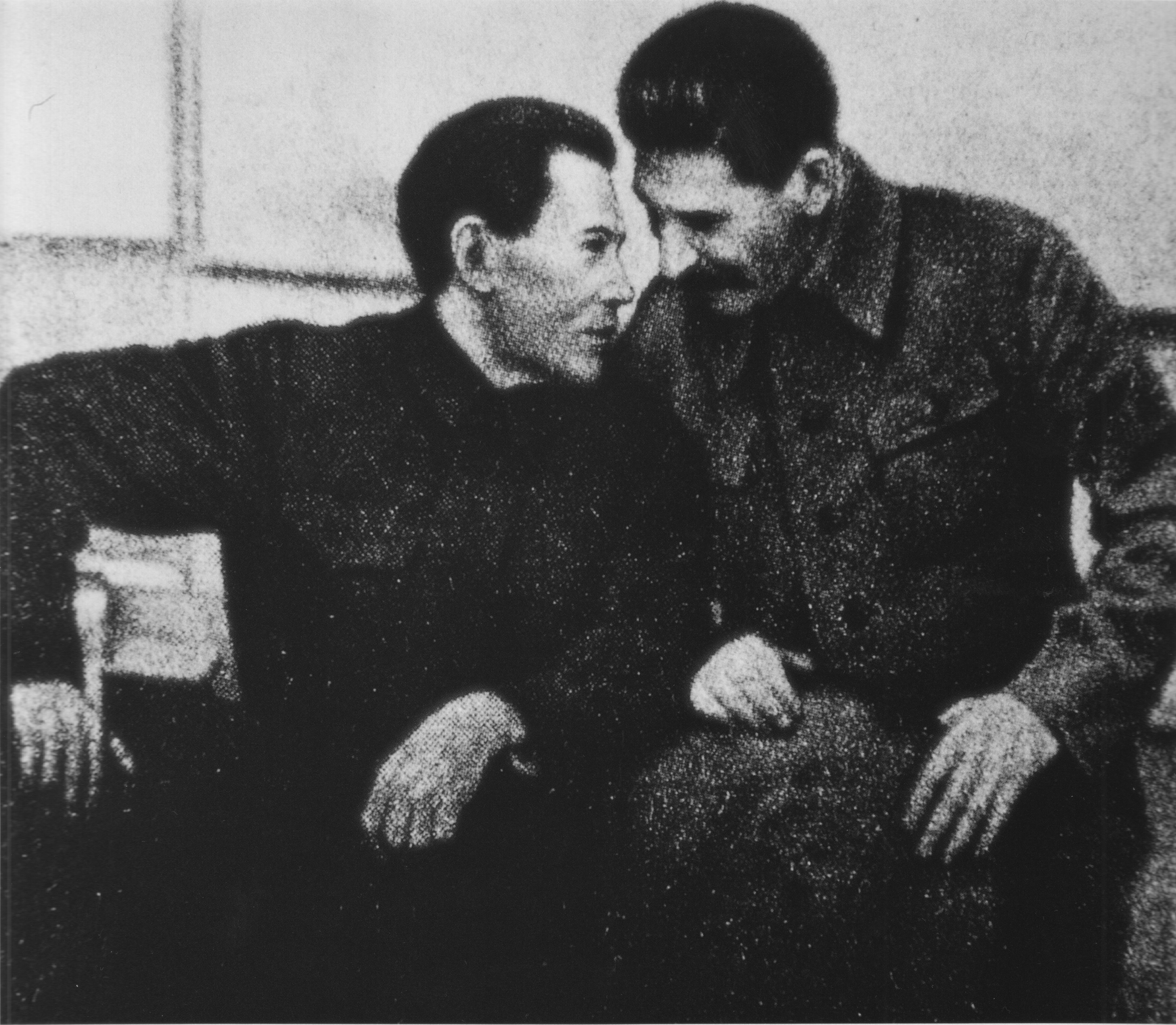
Nikolái Yezhov conversando con Stalin en diciembre de 1937, pocos meses antes del juicio y ejecución de los dirigentes de la antigua «Oposición de derecha». Yezhov dirigió las acusaciones contra Rýkov y Bujarin ante la dirección del partido.

Convencido de que Yezhov, con el que mantenía cordiales relaciones, era honesto al contrario que Génrij Yagoda —al que culpaba de haber inventado pruebas contra algunos condenados—, celebró su nombramiento como jefe del NKVD, a pesar de que aquel se convirtió en su principal acusador en 1937.
La mención de Kámenev de los dirigentes de la antigua Oposición de derecha (Bujarin, Rýkov y Tomski) durante su juicio en agosto de 1936 llevó al fiscal general Andréi Vyshinski a anunciar su investigación por complicidad con los acusados. Por esas fechas, perdió el control de Izvestia. Durante julio habían llegado denuncias de Bujarin y de otros dirigentes de la «derecha» del partido al comité central. Al enterarse de su mención en el juicio, Bujarin regresó precipitadamente a la capital desde el Pamir, donde se hallaba practicando escalada, para defenderse. La admisión de Grigori Sokólnikov de colusión entre Bujarin y los acusados llevó a Nikolái Yezhov a solicitar su interrogatorio, petición a la que accedió Stalin. A pesar del abandono oficial de la investigación tras la declaración de Sokólnikov, Yezhov continuó enviando material acusatorio a Stalin durante los meses siguientes. En noviembre, aún se lo invitó a presenciar la celebración de la Revolución de Octubre desde el palco de la tumba de Lenin, pero un mes más tarde su nombre se había retirado de la comisión de redacción de la Constitución y la prensa había comenzado a atacarlo.

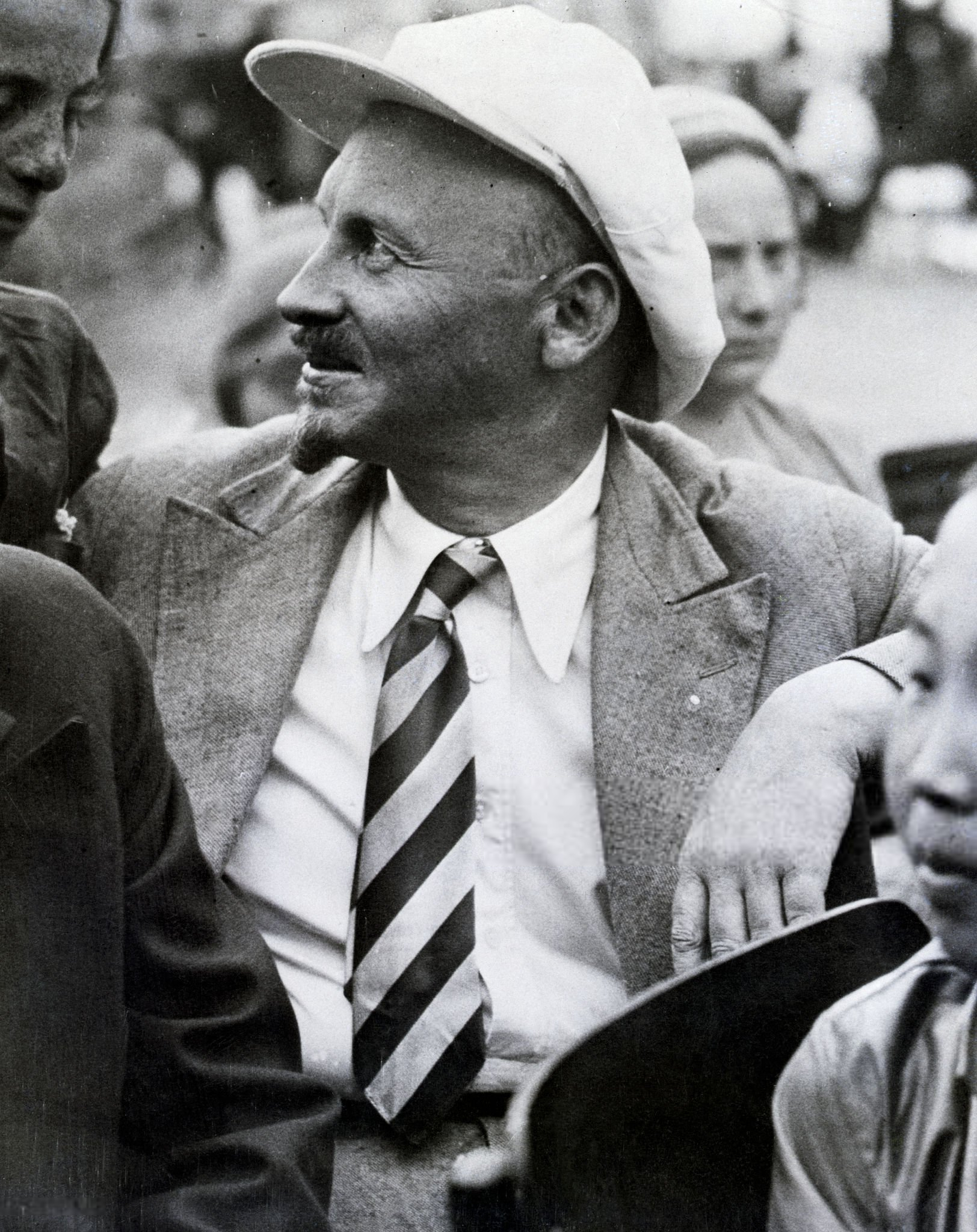
Bujarin en 1937, poco después de ser destituido de su cargo de director del órgano gubernamental Izvestia.

Yezhov los acusó durante la sesión plenaria del comité central del 4 de diciembre de formar parte de la organización terrorista de Trotski y Zinóviev. Bujarin rechazó las acusaciones. Yezhov continuó su búsqueda de «pruebas» que los incriminasen y Bujarin protestó ante el comité central el 20 de febrero de 1937, comunicando su intención de comenzar una huelga de hambre en protesta por las acusaciones que se habían realizado en su contra y de no acudir al pleno del comité central tres días más tarde. Rechazó en detalle los cargos que se le hacían, pero pronto abandonó la idea de la huelga de hambre y su rechazo a acudir ante el comité central. El pleno comenzó el 23 de febrero con la acusación de Bujarin y Rýkov por parte de Yezhov. En el Segundo Juicio de Moscú celebrado en enero, los acusados habían vuelto a implicarlos en actividades de sabotaje, traición y asesinato.
El 3 de marzo de 1937, el pleno del comité central aprobó su destitución del mismo y su expulsión del partido, junto con la de Rýkov. El comité los encontraba culpables de haber colaborado en actividades terroristas y de sabotaje y entregaba su caso al NKVD. Se los arrestó en el propio pleno. Pasaron trece meses en la cárcel de Lubianka antes de ser juzgados. El informe sobre ellos había sido presentado al pleno por el propio Stalin, algo inaudito. Bujarin comenzó a admitir los cargos de los que se lo había acusado cuando llevaba más de tres meses en prisión, a finales de junio. Al contrario que en el caso de otros represaliados políticos, Stalin intervino personalmente para que no se expulsase a su esposa del apartamento del matrimonio en el Kremlin de Moscú y aún tardó seis meses más en llevar a Bujarin a juicio tras su confesión. Finalmente, se le ofrecieron a su esposa cinco ciudades para pasar su exilio interior, de las que eligió Astracán. La esposa de Bujarin, Anna Lárina, pasó veinte años en prisiones, el campo de trabajo Siblag del Gulag y el exilio interior además de perder la custodia de su hijo Yuri. Durante su tiempo en prisión, Bujarin escribió una última carta a Stalin en diciembre de 1937, en la que negaba que fuese culpable de los cargos que había admitido y solicitando unas últimas gracias. Bujarin creía aún poder lograr la clemencia de Stalin. Se lo procesó por fin en marzo de 1938, en el Juicio de los 21. Durante el juicio, admitió los cargos que se le imputaban —probablemente para tratar de proteger a su familia, lo que no impidió el posterior arresto y deportación a campos de trabajo de su joven esposa—, pero se negó a aportar los detalles que exigió el fiscal Andréi Vyshinski. A pesar de la esperanza de que se le perdonase la vida, fue condenado a muerte junto con el resto de acusados (13 de marzo) y ajusticiado el día siguiente de terminar el juicio.
Su rehabilitación oficial tuvo lugar durante el Gobierno de Mijaíl Gorbachov, el 5 de febrero de 1988, en un anuncio oficial del Tribunal Supremo de la URSS, tras largos e infructuosos intentos para ello por parte de su viuda y su hijo, que habían comenzado en 1961.
En 2007, fue publicada en español su novela autobiográfica Cómo empezó todo, escrita en la prisión mientras aguardaba su fusilamiento. El manuscrito de la novela permaneció durante setenta años confiscado en los archivos del Kremlin de Moscú. La novela, escrita como una especie de autobiografía, muestra la vida del autor durante su infancia y primeros años de adolescencia. Los conflictos entre padres e hijos en una sociedad autoritaria, el descubrimiento de la literatura, las búsquedas espirituales y políticas del adolescente, la belleza del bosque ruso y la miseria de las aldeas rusas del imperio zarista aparecen ante el lector como un testimonio sobre la política y la vida rusa del siglo XIX y XX.

## Obras traducidas al español
- Cómo Empezó Todo. Editorial Pre-Textos. 2007.
- Teoria del materialismo historico (2a. ed. en español edición). Siglo XXI de España Editores. 1974. ISBN 84-323-0143-4. OCLC 636914979.
- Lenin marxista. Editorial Fontamara. 1978.
- El ABC del comunismo. Ediciones Júcar. 1977.
- Problemas de la edificación socialista. Editorial Avance. 1975.
- La economía política del rentista (Crítica a la economía marginalista). Cuadernos de Pasado y Presente. 1974.